# Danh sách phim điện ảnh Việt Nam
Danh sách các phim điện ảnh Việt Nam bao gồm phim sản xuất tại Việt Nam, phim sản xuất tại nước ngoài nhưng có sự tham gia của người Việt, nội dung chủ yếu xoay quanh các vấn đề của người Việt được sắp xếp theo năm phát hành đầu tiên.
Điện ảnh bắt đầu du nhập vào Việt Nam từ cuối thập niên 1890, nhưng mãi đến năm 1923, mới xuất hiện bộ phim đầu tiên Kim Vân Kiều do người Pháp và người Việt cùng thực hiện. Từ năm 1925, xuất hiện những hãng phim Việt Nam, có những bộ phim Việt Nam hợp tác với nước ngoài.

## Thế kỷ 20

### Thập niên 1920
| Năm  | Phim                           | Đạo diễn       | Diễn viên  | Thể loại | Chú   | Nguồn |
| ---- | ------------------------------ | -------------- | ---------- | -------- | ----- | ----- |
| 1923 | Kim Vân Kiều                   | Paul Thierry   |            |          | [ a ] |       |
| 1924 | Đồng tiền kẽm tậu được ngựa    |                |            |          | [ b ] |       |
| 1924 | Cả Lố                          |                |            |          |       |       |
| 1925 | Ninh Lăng                      |                |            |          |       |       |
| 1925 | Tấn tôn đức Bảo Đại            |                |            |          |       |       |
| 1925 | Toufou                         |                | Léon Chang |          |       |       |
| 1927 | Huyền thoại bà Đế              | Georges Specht |            |          |       |       |
| 1929 | Đám tang tướng Đường Kế Nghiêu |                |            |          |       |       |

### Thập niên 1930
| Năm  | Phim                              | Đạo diễn        | Diễn viên             | Thể loại | Chú   | Nguồn |
| ---- | --------------------------------- | --------------- | --------------------- | -------- | ----- | ----- |
| 1938 | Cánh đồng ma                      | Trần Phì        | Nguyễn Tuân (vai phụ) |          | [ c ] |       |
| 1938 | Trận phong ba                     |                 |                       |          |       |       |
| 1938 | Trọn với tình                     | NSND Tám Danh   |                       |          | [ d ] |       |
| 1939 | Cô Nga dạo thị thành              | Nguyễn Văn Đinh |                       |          |       |       |
| 1939 | Một buổi chiều trên sông Cửu Long | Nguyễn Tấn Giầu |                       |          |       |       |
| 1939 | Lão thầy pháp râu đỏ              | Nguyễn Tấn Giầu |                       |          |       |       |
| 1939 | Đèo Ngang tức cảnh                | Nguyễn Tấn Giầu |                       | Tài liệu |       |       |

### Thập niên 1940
| Năm  | Phim           | Đạo diễn        | Diễn viên | Thể loại | Chú   | Nguồn |
| ---- | -------------- | --------------- | --------- | -------- | ----- | ----- |
| 1940 | Khúc khải hoàn | Nguyễn Văn Đinh |           |          |       |       |
| 1940 | Toét sợ ma     | Nguyễn Văn Đinh |           |          |       |       |
| 1948 | Trận Mộc Hóa   |                 |           |          | [ e ] |       |

### Thập niên 1950
| Năm  | Phim                    | Đạo diễn                      | Diễn viên chính                                        | Thể loại    | Chú   | Nguồn |
| ---- | ----------------------- | ----------------------------- | ------------------------------------------------------ | ----------- | ----- | ----- |
| 1953 | Kiếp hoa                | Trần Lang                     | Kim Chung, Kim Xuân, Trần Quang Tứ                     | Phim truyện | [ f ] |       |
| 1953 | Nghệ thuật và hạnh phúc |                               |                                                        |             | [ g ] |       |
| 1953 | Phạm Công - Cúc Hoa     |                               |                                                        |             | [ g ] |       |
| 1953 | Bến Cũ                  | Hoàng Vĩnh Lộc                | Bích Thuận                                             |             |       |       |
| 1956 | Chúng tôi muốn sống     | Vĩnh Noãn                     | Lê Quỳnh, Mai Trâm, Nguyễn Long Cương                  |             |       |       |
| 1957 | Lục Vân Tiên            | Tống Ngọc Hạp                 | Tống Ngọc Hạp, Thu Trang...                            |             |       |       |
| 1958 | Người đẹp Bình Dương    | Năm Châu                      | Thẩm Thúy Hằng, Nguyễn Đình Dần, Ba Vân                |             |       |       |
| 1958 | Người Mỹ trầm lặng      | Joseph L. Mankiewicz          | Audie Murphy, Michael Redgrave, Giorgia Moll, Lê Quỳnh | Chiến tranh |       |       |
| 1959 | Nước về Bắc Hưng Hải    | Bùi Đình Hạc                  |                                                        | Tài liệu    |       |       |
| 1959 | Chung một dòng sông     | Nguyễn Hồng Nghi, Phạm Kỳ Nam | Song Kim, Mạnh Linh, Phi Nga, Huy Công                 | Chiến tranh | [ h ] |       |
| 1959 | Trời sắp mưa            | Vladimir Polkovnikov          |                                                        | Hoạt hình   | [ i ] |       |

### Thập niên 1960
| Năm  | Phim                         | Đạo diễn                           | Diễn viên chính                            | Thể loại    | Chú         | Nguồn |
| ---- | ---------------------------- | ---------------------------------- | ------------------------------------------ | ----------- | ----------- | ----- |
| 1960 | Vật kỷ niệm                  | Nguyễn Hồng Nghi, Phạm Kỳ Nam      | Phi Nga                                    |             |             |       |
| 1961 | Lửa trung tuyến              | Phạm Văn Khoa, Lê Minh Hiến        | Lưu Xuân Thư, Ngọc Lan, Hồ Kiểng           |             | [ j ]       |       |
| 1961 | Vợ chồng A Phủ               | Mai Lộc                            | Đức Hoàn, Trần Phương                      |             | [ k ]       |       |
| 1962 | Con chim vành khuyên         | Nguyễn Văn Thông, Trần Vũ          | Tố Uyên, Tư Bửu                            |             | [ l ]       |       |
| 1962 | Chị Tư Hậu                   | Phạm Kỳ Nam                        | Trà Giang, Trần Phương...                  |             | [ m ]       |       |
| 1963 | Câu chuyện Quê Hương         | Hoàng Thái                         | Thanh Thủy, Xuân Tạc, Trịnh Thịnh          |             |             |       |
| 1963 | Đi bước nữa                  | Mai Lộc, Trần Vũ                   | Đức Hoàn, Trần Đình Thọ, Mai Châu, Lâm Tới |             |             |       |
| 1964 | Người chiến sĩ trẻ           | Hải Ninh, Nguyễn Đức Hinh          | Hồng Đức, Sĩ Cừ, Minh Đức, Hà Văn Trọng    |             | [ n ]       |       |
| 1964 | Kim Đồng                     | Vũ Phạm Từ, Nông Ích Đạt           |                                            |             | [ o ]       |       |
| 1965 | Mèo Con                      | Ngô Mạnh Lân                       |                                            | Hoạt hình   |             |       |
| 1965 | Chiến dịch của CIA           | Christian Nyby                     | Kiều Chinh                                 |             |             |       |
| 1966 | Con sáo biết nói             | Ngô Mạnh Lân                       |                                            | Hoạt hình   | [ p ]       |       |
| 1966 | Nguyễn Văn Trỗi              | Bùi Đình Hạc, Lý Thái Bảo          | Quang Tùng, Thu Hiền, Phi Nga, Lâm Tới     |             | [ p ] [ q ] |       |
| 1966 | Nổi gió                      | Huy Thành                          | Thế Anh, Lâm Tới                           | Chiến tranh | [ p ]       |       |
| 1966 | Lửa rừng                     | Phạm Văn Khoa                      | Trà Giang, Trịnh Thịnh, Trần Phương        |             |             |       |
| 1966 | Cô giáo Hạnh                 | Vũ Phạm Từ, Phạm Kỳ Nam            |                                            |             | [ r ]       |       |
| 1967 | Biển gọi                     | Nguyễn Tiến Lợi, Nguyễn Ngọc Trung | Huy Công, Phi Nga, Trần Phương             |             |             |       |
| 1967 | Khói                         | Trần Vũ, Nguyễn Thụ                | Lâm Tới                                    |             |             |       |
| 1969 | Tiền tuyến gọi               | Phạm Kỳ Nam, Quốc Long             | Thế Anh, Trần Phương                       |             |             |       |
|      | Cuộc chiến đấu vẫn tiếp diễn | Nguyễn Khắc Lợi, Hoàng Thái        | Trà Giang, Lâm Tới, Thu Hiền               |             |             |       |

### Thập niên 1970
| Tên phim                   | Đạo diễn                             | Diễn viên | Thể loại            | Ghi chú |
| -------------------------- | ------------------------------------ | --- | ------------------- | --- |
| 1970                       |                                      | |                     | |
| Nàng                       | Lê Mộng Hoàng                        | Thẩm Thúy Hằng, La Thoại Tân, Xuân Dung, Trần Quang...                                                            | Tâm lý, Tình cảm    | Dựa theo tiểu thuyết cùng tên của nhà văn Bùi Hoàng Thư. |
| Chị Nhung                  | Nguyễn Đức Hinh, NSND Đặng Nhật Minh | Ái Vân, NSND Trần Phương, NSND Thế Anh...                                                                         |                     | Giải đặc biệt tại Liên hoan phim quốc tế Moskva (1971). |
| Bức tranh để lại           | Nguyễn Thụ                           | NSND Trần Phương...                                                                                               |                     | |
| Loan mắt nhung             | Lê Dân                               | Huỳnh Thanh Trà, NSƯT Thanh Nga, Ngọc Phu, NSND Kim Xuân, Thiên Trang, Nguyên Hạnh...                             |                     | Chuyển thể từ tiểu thuyết cùng tên của nhà văn Nguyễn Thụy Long. |
| Lũy thép Vĩnh Linh         | NSND Ngọc Quỳnh                      | | Tài liệu            | |
| 1971                       |                                      | |                     | |
| Không nơi ẩn nấp           | NSND Phạm Kỳ Nam                     | NSND Thế Anh, NSND Trịnh Thịnh, NSƯT Huy Công...                                                                  | Trinh thám          | |
| Người tình không chân dung | Hoàng Vĩnh Lộc                       | Kiều Chinh, Trần Quang, Hà Huyền Chi...                                                                           | Chiến tranh         | |
| Như hạt mưa sa             | Bùi Sơn Duân                         | Thẩm Thúy Hằng, Trần Quang, NSND Bạch Tuyết...                                                                    | Tâm lý, Tình cảm    | |
| Đường về quê mẹ            | NSND Bùi Đình Hạc                    | NSND Lâm Tới, NSND Thế Anh, NSND Trịnh Thịnh...                                                                   |                     | |
| 1972                       |                                      | |                     | |
| Nhà tôi                    | Lê Dân                               | La Thoại Tân, Hà Huyền Chi...                                                                                     |                     | |
| Lan và Điệp                | Lê Dân                               | NSƯT Thanh Nga, Thanh Tú, NSND Bạch Tuyết, NSND Ba Vân, NSND Ngọc Giàu...                                         | Tâm lý, Tình cảm    | |
| Vĩ tuyến 17 ngày và đêm    | NSND Hải Ninh                        | NSND Trà Giang, NSND Lâm Tới...                                                                                   | Tâm lý, Chiến tranh | Giải đặc biệt tại Liên hoan phim quốc tế Moskva (1973). |
| Sóng tình                  | Đinh Xuân Hòa                        | Thẩm Thúy Hằng...                                                                                                 | Tâm lý, Tình cảm    | |
| Xa lộ không đèn            | Hoàng Anh Tuấn                       | NSƯT Thanh Nga...                                                                                                 | Tâm lý xã hội       | |
| Bão tình                   | Lưu Bạch Đàn                         | Kiều Chinh, Ôn Văn Tài...                                                                                         |                     | |
| Người cô đơn               | Hoàng Thi Thơ                        | NSƯT Thanh Nga, Vân Hùng, Túy Hoa, Ngọc Đức, Thảo Sương, Huy Khanh, Minh Ngọc, Hoàng Long, Kim Ngọc, Ngọc Trai... | Tâm lý, Lãng mạn    | |
| Như giọt sương khuya       | Bùi Sơn Duân                         | Trần Quang, NSND Bạch Tuyết, Hoài Phong, Đoàn Châu Mậu, Tường Vy, Minh Ngọc...                                    | Tình cảm            | |
| 1973                       |                                      | |                     | |
| Bài ca ra trận             | Trần Đắc                             | Dũng Nhi, NSND Như Quỳnh...                                                                                       | Tâm lý, Chiến tranh | |
| Hoa Thiên lý               | NSND Bùi Đình Hạc                    | Tư Bửu, NSND Trần Tiến...                                                                                         |                     | |
| Độ dốc                     | Lê Đăng Thực                         | Huy Công, Tuệ Minh, Trần Đình Thọ, Mạnh Linh, NSND Trịnh Thịnh...                                                 |                     | |
| Trường tôi                 | Lê Dân                               | Tuyết Lan, Quốc Dũng, Kiều Hạnh, Xuân Phát, Thanh Lan...                                                          | Tâm lý, Tình cảm    | |
| Nắng chiều                 | Lý Đức Thư                           | Hùng Cường, NSƯT Thanh Nga, Ngọc Phu, Tùng Lâm...                                                                 | Tâm lý, Tình cảm    | |
| Chiếc bóng bên đường       | Nguyễn Văn Tường                     | Thành Được, Kiều Chinh, NSND Kim Cương...                                                                         |                     | |
| Tứ quái Sài Gòn            | La Thoại Tân                         | Tùng Lâm, La Thoại Tân, Khả Năng, Thanh Việt, Thẩm Thúy Hằng, NSND Kim Cương, Văn Giai, Túy Hoa...                | Hài                 | |
| Điệp vụ tìm vàng           | Philip Chalong                       | Thẩm Thúy Hằng...                                                                                                 |                     | |
| 1974                       |                                      | |                     | |
| Đất khổ                    | Hà Thúc Cần                          | Trịnh Công Sơn, NSND Kim Cương, Sơn Nam, Thành Tâm (NSƯT Thành Lộc)...                                            |                     | Dựa trên tác phẩm "Đêm Nghe Tiếng Đại Bác" và cuốn "Giải khăn sô cho Huế" của nhà văn Nhã Ca. |
| Đến hẹn lại lên            | NSND Trần Vũ                         | NSND Như Quỳnh, Vũ Tú Lâm, Cao Khương...                                                                          |                     | |
| Năm vua hề về làng         | Lê Mộng Hoàng                        | Thanh Hoài, La Thoại Tân, Khả Năng, Thanh Việt, NSƯT Thanh Nga, Thẩm Thúy Hằng...                                 |                     | |
| Em bé Hà Nội               | NSND Hải Ninh                        | NSND Trà Giang, NSND Thế Anh, NSND Lan Hương, Thanh Tú, NSƯT Kim Xuân...                                          |                     | Giải đặc biệt tại Liên hoan phim quốc tế Moskva (1975), Bông sen vàng tại Liên hoan phim Việt Nam lần thứ 3, Giải thưởng của Mặt trận giải phóng Palestine tại Liên hoan phim Quốc tế Syria.                                                                        |
| 1975                       |                                      | |                     | |
| Giỡn mặt tử thần           | Đỗ Tiến Đức                          | Thẩm Thúy Hằng...                                                                                                 |                     | |
| 1976                       |                                      | |                     | |
| Sao tháng Tám              | NSND Trần Đắc                        | Thanh Tú, NSƯT Đức Hoàn, Dũng Nhi, NSƯT Thu An...                                                                 |                     | Giải đặc biệt tại Liên hoan phim quốc tế Moskva (1977). |
| Ngày lễ Thánh              | NSND Bạch Diệp                       | NSND Trà Giang, NSND Như Quỳnh, NSND Thế Anh...                                                                   | Tâm lý, Tình cảm    | |
| 1977                       |                                      | |                     | |
| Mối tình đầu               | NSND Hải Ninh                        | NSND Thế Anh, NSND Trà Giang, NSND Như Quỳnh, Robert Hải, Băng Châu, NSND Lan Hương, Nguyễn Hữu Thiết...          | Tâm lý, Tình cảm    | |
| Chuyến xe bão táp          | NSND Trần Vũ                         | NSND Trịnh Thịnh, Mai Châu, Vũ Đình Thân, Thanh Quý...                                                            | Tâm lý xã hội       | Dựa theo một số truyện ngắn của nhà văn Nguyễn Hiểu Trường. |
| 1978                       |                                      | |                     | |
| Tiếng gọi phía trước       | Long Vân                             | NSƯT Huy Công, Đoàn Dũng, Đặng Lưu Việt Bảo...                                                                    |                     | Giải đặc biệt tại Liên hoan phim quốc tế Moskva (1979). |
| Hà Nội mùa chim làm tổ     | Đức Hoàn                             | NSND Như Quỳnh, Trần Vân, NSƯT Thu An...                                                                          |                     | |
| 1979                       |                                      | |                     | |
| Cánh đồng hoang            | NSND Nguyễn Hồng Sến                 | NSND Lâm Tới, Thúy An, Nguyễn Văn Thuận, Robert Hải...                                                            | Chiến tranh         | Bông sen vàng cho phim hay nhất, Biên kịch xuất sắc, Quay phim xuất sắc, Nam diễn viên chính xuất sắc tại Liên hoan phim Việt Nam lần thứ 5; Giải đặc biệt của Liên Đoàn báo chí Điện ảnh Quốc tế (1980); Huy chương vàng tại Liên hoan phim Quốc tế Moskva (1981). |
| Mẹ vắng nhà                | NSND Nguyễn Khánh Dư                 | Ngọc Thu... |                     | |
| Tự thú trước bình minh     | NSND Phạm Kỳ Nam                     | NSƯT Lê Vân, NSND Thế Anh, Mai Trần Nguyễn, Văn Hòa, NSND Trần Tiến...                                            | Tâm lý xã hội       | |

### Thập niên 1980
| Tên phim                   | Đạo diễn                         | Diễn viên | Thể loại               | Ghi chú |
| -------------------------- | -------------------------------- | --- | ---------------------- | --- |
| 1981                       |                                  | |                        | |
| Về nơi gió cát             | NSND Huy Thành                   | Trần Vịnh, NSƯT Hương Xuân...                                                                                             | Phim truyện            | Bông sen Vàng tại Liên hoan phim Việt Nam lần thứ 6 |
| 1982                       |                                  | |                        | |
| Ván bài lật ngửa           | Lê Hoàng Hoa                     | NSƯT Nguyễn Chánh Tín, Thúy An, Thanh Lan, Lâm Bình Chi, Ngô Thế Dũng, Thu Hồng...                                        | Tình báo               | Giải đặc biệt tại Liên hoan phim Việt Nam lần thứ 6, Bông sen bạc Liên hoan phim Việt Nam lần thứ 7, Nam diễn viên chính xuất sắc tại Liên hoan phim Việt Nam lần thứ 8. |
| Làng Vũ Đại ngày ấy        | NSND Phạm Văn Khoa               | |                        | Giải "Diễn viên chính xuất sắc nhất" tại Liên hoan phim Việt Nam lần thứ 6. |
| 1983                       |                                  | |                        | |
| Hòn Đất                    | NSND Nguyễn Hồng Sến             | Lý Huỳnh, Thúy An, Hiệp Định...                                                                                           | Chiến tranh            | |
| 1984                       |                                  | |                        | |
| Bao giờ cho đến tháng Mười | NSND Đặng Nhật Minh              | Lê Vân, Nguyễn Hữu Mười, Đặng Lưu Việt Bảo, Lại Phú Cường...                                                              | Tâm lý                 | Bông sen vàng tại Liên hoan phim Việt Nam lần thứ 7, Bằng khen của Ủy ban Bảo vệ Hòa bình tại Liên hoan phim quốc tế Moskva (1985), Giải thưởng đặc biệt của Ban giám khảo tại Liên hoan phim Quốc tế Hawaii (1985), Giải đặc biệt tại Liên hoan Phim châu Á - Thái Bình Dương (1989). Một trong mười tám phim châu Á hay nhất mọi thời đại do kênh truyền trình CNN bầu chọn. |
| 1985                       |                                  | |                        | |
| Cuộc chiến ở Moskva        | Yury Ozerov                      | Juozas Budraitis, Achim Petri, Mikhail Ulyanov, Yakov Tripolsky...                                                        | Lịch sử, Chiến tranh   | Hợp tác Mosfilm & Barrandov & DEFA & FAFIM Việt Nam. |
| Tọa độ chết                | Samvel Gasparov Nguyễn Xuân Chân | Aleksandr Galibin, Lê Vân, Đặng Lưu Việt Bảo, Tatyana Lebedeva, Yury Nazarov...                                           | Chiến tranh            | Hợp tác Xưởng phim Gorky & Hãng phim truyện Việt Nam. |
| 1986                       |                                  | |                        | |
| Nơi bình yên chim hót      | Việt Linh                        | Minh Trang, Lý Hùng... |                        | |
| Biệt động Sài Gòn          | Long Vân                         | Quang Thái, Hà Xuyên, Thanh Loan, Thương Tín, Thúy An, Bùi Cường, Robert Hải...                                           | Tình báo               | |
| 1987                       |                                  | |                        | |
| Người thiếu phụ Nam Xương  | Trần Anh Hùng                    | Trần Nữ Yên Khê... |                        | |
| Phiên tòa cần chánh án     | Việt Linh                        | Thụy Hoàng, Trần Vịnh, Thanh Điền                                                                                         | Chính kịch             | |
| Hà Nội trong mắt ai        | NSND Trần Văn Thủy               | | Tài liệu               | Tác phẩm được sản xuất năm 1982 nhưng bị cấm cho tới năm 1987 mới được công chiếu rộng rãi |
| Chuyện tử tế               | NSND Trần Văn Thủy               | | Tài liệu               | Tác phẩm được sản xuất năm 1985 nhưng bị cấm cho tới năm 1987 mới được công chiếu rộng rãi |
| Thằng Bờm                  | Lê Đức Tiến                      | Nguyễn Hoàng Hiệp, Lê Vân, NSND Trịnh Thịnh, Trọng Phan, Trần Tiến, Xuân Định, Hồ Thái, Thúy Vinh, Mạnh Sinh...           | Tâm lý, Hài, Phiêu lưu | Phỏng theo truyện cười dân gian Việt Nam. |
| 1988                       |                                  | |                        | |
| Gánh xiếc rong             | Việt Linh                        | Thế Anh, Thái Ngân, Bắc Sơn, Lương Hữu Minh, Bé Khương, Quang Hiếu...                                                     | Chính kịch             | |
| 1989                       |                                  | |                        | |
| Đêm hội Long Trì           | NSND Hải Ninh                    | NSND Thế Anh, Lê Vân, Hoàng Thắng, NSND Thu Hà, Trọng Phan, Dương Quảng, Vũ Đình Thân, NSND Trịnh Thịnh, NSND Đàm Liên... | Dã sử                  | Chuyển thể từ tiểu thuyết "Đêm hội Long Trì" của nhà văn Nguyễn Huy Tưởng. |

### Thập niên 1990
| Tên phim               | Đạo diễn                                    | Diễn viên | Thể loại                | Ghi chú |
| ---------------------- | ------------------------------------------- | --- | ----------------------- | --- |
| 1990                   |                                             | |                         | |
| Kiếp phù du            | NSND Hải Ninh, Hà Thanh Vân, Trần Quốc Huân | NSND Thế Anh, Lê Vân, Hoàng Cúc, Hoàng Thắng, NSND Thu Hà, NSND Trịnh Thịnh...                                    | Dã sử                   | Chuyển thể từ tiểu thuyết "Đêm hội Long Trì" của nhà văn Nguyễn Huy Tưởng. |
| Số đỏ                  | Hà Văn Trọng, Lộng Chương                   | Quốc Trọng, Lộng Chương, NSƯT Phạm Bằng, Hoàng Yến, Ngọc Quang, NSND Như Quỳnh, Bảo Ngọc, Nam Cường, Quỳnh Hoa... |                         | Được chuyển thể từ tiểu thuyết cùng tên của nhà văn Vũ Trọng Phụng. |
| Vị đắng tình yêu       | Lê Xuân Hoàng                               | Lê Công Tuấn Anh, Thủy Tiên, Lê Tuấn Anh, NSƯT Lê Cung Bắc, Kim Xuân, Hoàng Sơn, Phước Sang, Nguyễn Hậu...        | Tâm lý, Tình cảm        | Đây là một trong những bộ phim đạt doanh thu cao nhất thập niên 1990 ở Việt Nam (khoảng 500 triệu). |
| 1991                   |                                             | |                         | |
| Hòn vọng phu           | Trần Anh Hùng                               | Trần Nữ Yên Khê...                                                                                                | Phim ngắn               | |
| 1992                   |                                             | |                         | |
| Người tình             | Jean-Jacques Annaud                         | Lương Gia Huy, Jane March...                                                                                      | Lãng mạn                | Dựa trên tiểu thuyết cùng tên của đạo diễn Jean-Jacques Annaud. |
| Đông Dương             | Régis Wargnier                              | Catherine Deneuve, Phạm Linh Đan, NSND Như Quỳnh...                                                               | Bi kịch, Lãng mạn       | |
| Điện Biên Phủ          | Pierre Schoendoerffer, Bạch Diệp            | Donald Pleasence, Patrick Catalifo, Jean-François Balmer, NSND Thế Anh...                                         | Chiến tranh, Chính kịch | |
| 1993                   |                                             | |                         | |
| Nước mắt học trò       | Lý Sơn, Nhật Cường                          | Lý Hùng, Diễm Hương, NSƯT Thành Lộc...                                                                            | Tâm lý, Tình cảm        | |
| Mùi đu đủ xanh         | Trần Anh Hùng                               | Trần Nữ Yên Khê, Lư Mẫn San, Trương Thị Lộc, Nguyễn Ánh Hoa...                                                    | Chính kịch, Lãng mạn    | Giải "Camera vàng" tại Liên hoan phim Cannes (1993), "Giải César" cho phim đầu tay hay nhất dành cho Trần Anh Hùng (1992), Giải "Sutherland Trophy" do Viện phim Anh trao tặng. Bộ phim duy nhất của Việt Nam lọt vào danh sách đề cử rút gọn cho phim ngoại ngữ hay nhất của giải Oscar (1994). Năm 2015, lọt vào danh sách "100 bộ phim châu Á hay nhất mọi thời đại" tại Liên hoan phim Quốc tế Busan và đứng ở vị trí thứ 66. |
| Trời và Đất            | Oliver Stone                                | Lê Thị Hiệp, Tommy Lee Jones, Dustin Nguyễn, Le Ly Hayslip...                                                     | Chiến tranh, Chính kịch | |
| 1994                   |                                             | |                         | |
| Áo trắng sân trường    | Lê Dân                                      | Lê Công Tuấn Anh, Y Phụng, Ngô Mỹ Uyên, Hoàng Trinh, Thế Anh...                                                   | Học đường               | Được tạo nên từ truyện dài "Nữ sinh" của nhà văn Nguyễn Nhật Ánh. |
| Hoa ban đỏ             | NSND Bạch Diệp                              | Trần Lực, Thu Hà, NSND Trọng Trinh...                                                                             | Kháng chiến             | |
| 1995                   |                                             | |                         | |
| Xích lô                | Trần Anh Hùng                               | Lê Văn Lộc, Lương Triều Vĩ, Trần Nữ Yên Khê, NSND Như Quỳnh...                                                    | Chính kịch, Tội phạm    | Giải "Sư tử vàng" cho phim hay nhất tại Liên hoan phim Venice (1995). |
| 1996                   |                                             | |                         | |
| Xóm nước đen           | Đỗ Phú Hải                                  | Nguyễn Dương, NSƯT Mỹ Duyên...                                                                                    | Phim truyền hình        | Giải "Nữ diễn viên điện ảnh được yêu thích nhất" tại Lễ trao giải Mai Vàng (1996). |
| Giải hạn               | Vũ Xuân Hưng                                | Trung Hiếu, Trần Lực, Lê Vi...                                                                                    | Tâm lý                  | |
| 1997                   |                                             | |                         | |
| Hà Nội mùa Đông năm 46 | Đặng Nhật Minh                              | Tiến Hợi, Quách Thu Phương, Võ Hoài Nam, Mai Thu Huyền, Đức Khuê...                                               | Kháng chiến             | Bông sen bạc tại Liên hoan phim Việt Nam lần thứ 12. |
| 1998                   |                                             | |                         | |
| Tiếng vĩ cầm ở Mỹ Lai  | Trần Văn Thủy                               | Roy Mike Boehm | Tài liệu                | Bông sen bạc cho phim tài liệu tại Liên hoan phim Việt Nam lần thứ 12, Giải "Phim ngắn hay nhất" tại Liên hoan Phim châu Á - Thái Bình Dương lần thứ 43. |
| Chung cư               | Việt Linh                                   | Mai Thanh, Đơn Dương, Minh Trang, Hồng Anh,...                                                                    |                         | Bộ phim được đem đến tham dự Liên hoan phim quốc tế Moskva lần thứ 21. |
| 1999                   |                                             | |                         | |
| Ba mùa                 | Tony Bùi                                    | Ngọc Hiệp, Đơn Dương, Nguyễn Hữu Được, Harvey Keitel...                                                           | Chính kịch              | Giải "Khán giả", "Giám khảo", "Quay phim" tại Liên hoan phim Sundance (1999), Giải "Phim đầu tay xuất sắc nhất" tại Liên hoan phim Portland (1999), Giải "Phim nói tiếng nước ngoài xuất sắc nhất" tại Giải Satellite (2000), Giải "Quay phim xuất sắc nhất" tại Giải Tinh thần độc lập (2000). Phim được chọn để tranh tài ở hạng mục Phim quốc tế hay nhất tại giải Oscar lần thứ 72.                                           |

## Thế kỷ 21

### Thập niên 2000
| Tên phim                             | Đạo diễn                                         | Diễn viên | Thể loại                      | Ghi chú |
| ------------------------------------ | ------------------------------------------------ | --- | ----------------------------- | --- |
| 2000                                 |                                                  | |                               | |
| Hai bến một dòng sông                | Nguyễn Danh Dũng                                 | Hà Hương, Lê Tuấn, Tiến Dũng, Thúy Vi... | Tâm lý                        | |
| Mùa hè chiều thẳng đứng              | Trần Anh Hùng                                    | Trần Nữ Yên Khê, NSND Như Quỳnh, Ngô Quang Hải... | Tâm lý                        | |
| 2001                                 |                                                  | |                               | |
| Vật đổi sao dời                      | Charlie Nguyễn                                   | Vân Sơn, Bảo Liêm, Việt Thảo... | Phim truyện                   | |
| Xe đạp                               | Nguyễn Thị Phương Hoa                            | | Phim hoạt hình cắt giấy       | Đồng giải "Bông sen vàng" ở hạng mục phim hoạt hình tại Liên hoan phim Việt Nam lần thứ 13. |
| Sự tích cái nhà sàn                  | Hà Bắc                                           | | Phim hoạt hình cắt giấy       | Đồng giải "Bông sen vàng" ở hạng mục phim hoạt hình tại Liên hoan phim Việt Nam lần thứ 13. |
| Rồng xanh                            | Timothy Linh Bùi                                 | Patrick Swayze, Forest Whitaker, Đơn Dương, Lê Thị Hiệp, Kiều Chinh... | Phim truyện                   | Giải "Best Advance Screening" tại Liên hoan phim Austin, Mỹ (2001). Giải "Best Film" tại Humanitas Prize (2002). |
| 2002                                 |                                                  | |                               | |
| Mê Thảo, thời vang bóng              | Việt Linh                                        | Đơn Dương, Dũng Nhi, Minh Trang... | Tâm lý, Tình cảm              | Giải nhì của Quỹ cổ động phát hành quốc tế (Promotion Internationale des Films du Sud). Giải "Bông hồng vàng" tại Liên hoan phim quốc tế Bergamo, Ý. Giải khuyến khích của Hội Điện ảnh Việt Nam (2002). Giải "Nữ diễn viên phụ xuất sắc", "Thiết kế mỹ thuật xuất sắc" tại Liên hoan phim Việt Nam lần thứ 13. Giải nhì của Tổ chức liên Chính phủ Francophonie (2003).                                   |
| Người Mỹ trầm lặng                   | Phillip Noyce                                    | Michael Caine, Brendan Fraser, Đỗ Thị Hải Yến, Ngô Quang Hải... | Chiến tranh, Tâm lý, Tình cảm | |
| Xe đạp và ô tô                       | Nguyễn Thị Phương Hoa                            | | Hoạt hình                     | |
| 2003                                 |                                                  | |                               | |
| Ngày giỗ                             | Trần Hàm                                         | Mai Thế Hiệp, Đơn Dương... | Phim ngắn                     | Bộ phim này đã giành được 25 giải thưởng quốc tế cho Phim ngắn Xuất sắc nhất và cũng đã lọt vào danh sách bán kết cho đề cử giải Oscar 2004. |
| Gái nhảy                             | Lê Hoàng                                         | Mỹ Duyên, Minh Thư, Anh Vũ... | Chính kịch                    | |
| Chuyện hai chiếc bình                | Đàm Minh Chí                                     | | Hoạt hình                     | Phim hoạt hình 3D đầu tiên của Việt Nam. |
| Cuộc phiêu lưu của Ong Vàng          | Phạm Minh Trí, Nguyễn Thái Hùng, Trần Thanh Việt | | Hoạt hình                     | |
| Ve Vàng và Dế Lửa                    | Phùng Văn Hà                                     | | Hoạt hình 3D                  | |
| 2004                                 |                                                  | |                               | |
| Ký ức Điện Biên                      | Đỗ Minh Tuấn                                     | Phạm Quang Ánh, Kiều Anh, Lê Nuôi, Issack Lê... | Kháng chiến, Tâm lý           | "Giải khuyến khích", "Đạo diễn xuất sắc", "Âm thanh xuất sắc" tại Lễ trao giải Cánh diều 2004. |
| Oan hồn                              | Victor Vũ                                        | Tuấn Cường, Kathy Uyên, Kathleen Lương, Catherine Thúy Ái, Đặng Hùng Sơn... | Tâm lý, Kinh dị               | |
| Mùa len trâu                         | Nguyễn Võ Nghiêm Minh                            | Lê Thế Lữ, Nguyễn Thị Kiều Trinh, Nguyễn Hữu Thành, Kra Zan Sram... | Chính kịch                    | Dựa trên tác phẩm "Mùa len trâu" trong tập truyện "Hương rừng Cà Mau" của nhà văn Sơn Nam. Giải "Phim hợp tác với nước ngoài có hiệu quả cao nhất" tại Lễ trao giải Cánh diều 2004, Giải đặc biệt tại Liên hoan phim Locarno, Thụy Sĩ. Giải "Đạo diễn xuất sắc nhất" tại Liên hoan phim Chicago, Mỹ, Giải "Grand Prix" tại Liên hoan phim Amiens, Pháp, Giải đặc biệt tại Liên hoan phim Amazonas, Brasil. |
| Đường thư                            | Bùi Tuấn Dũng                                    | Quốc Tuấn, Lưu Hà, Tuấn Tú... | Chiến tranh                   | |
| Những cô gái chân dài                | Vũ Ngọc Đãng                                     | Minh Anh, Anh Thư, Xuân Lan, Thanh Hằng, Dương Yến Ngọc, Tống Bạch Thủy, Ngọc Nga, Mai Hoa, Trương Thanh Long, Hải Đông, Hiếu Hiền, NSND Như Quỳnh, Văn Tùng...                                                                           | Hài, Hành động                | Giải "Bông sen bạc" tại Liên hoan phim Việt Nam lần thứ 14. |
| 2005                                 |                                                  | |                               | |
| Thời xa vắng                         | Hồ Quang Minh                                    | Ngô Thế Quân, Hồ Phương Dung, Nguyễn Thị Huyền... |                               | Chuyển thể từ tiểu thuyết cùng tên của nhà văn Lê Lựu. Giải "Cánh diều bạc", "Quay phim xuất sắc" tại Lễ trao giải Cánh diều 2004. |
| Sống trong sợ hãi                    | Bùi Thạc Chuyên                                  | Trần Hữu Phúc, NSƯT Hạnh Thúy, Mai Ngọc, Mai Trần, Mỹ Uyên, Nguyễn Phước Lai Thị Minh Hiền, Bùi Nam Yên... | Tâm lý                        | Giải "Đạo diễn xuất sắc", "Nam diễn viên chính xuất sắc", "Nam diễn viên phụ xuất sắc", "Biên kịch xuất sắc", "Báo chí phê bình điện ảnh dành cho phim truyện nhựa xuất sắc" tại Lễ trao giải Cánh diều 2005. |
| Hà Nội Hà Nội                        | Bùi Tuấn Dũng - Lý Vỹ                            | Can Đình Đình, Tuấn Tú, Minh Tiệp, Hoàng Hải, Quách Thu Phương... | Tâm lý                        | Giải "Phim truyện nhựa xuất sắc nhất", "Nam diễn viên phụ xuất sắc nhất", "Nữ diễn viên chính xuất sắc" tại Lễ trao giải Cánh diều 2006. Giải "Bông sen vàng" ở hạng mục phim truyện nhựa xuất sắc nhất, "Bộ phim được yêu thích nhất" tại Liên hoan phim Việt Nam lần thứ 15. Giải thưởng cá nhân dành cho "Nhà biên kịch xuất sắc", "Diễn viên phụ xuất sắc".                                            |
| Niệm khúc cuối                       | NSƯT Nguyễn Anh Dũng                             | Hà Hương, Xuân Bắc, Minh Trang, NSƯT Trọng Khôi, NSƯT Trung Anh... | Tâm lý xã hội                 | |
| Giải phóng Sài Gòn                   | Long Vân                                         | NSƯT Hà Văn Trọng, Khương Đức Thuận, NSƯT Hoàng Quân Tạo, Dương Trọng Hiếu, Nguyễn Sỹ Hiển... | Chiến tranh                   | |
| 2006                                 |                                                  | |                               | |
| Áo lụa Hà Đông                       | Lưu Huỳnh                                        | Trương Ngọc Ánh, NSƯT Quốc Khánh, Nguyễn Thu Trang, Trần Thiên Tú, Đỗ Thu Hằng, NSND Việt Anh, Tú Trinh, Tất Bình, NSND Như Quỳnh, NSND Thanh Vy, Hà Kiều Anh, NSƯT Quang Thắng, Kim Thư, NSND Hồng Vân, Bình Minh, Mạc Can, Ngọc Đặng... | Chiến tranh, Tâm lý, Tình cảm | Giải "Cánh diều vàng", "Đạo diễn xuất sắc", "Nam diễn viên chính xuất sắc", "Quay phim xuất sắc", "Âm thanh xuất sắc" tại Lễ trao giải Cánh diều 2006. Giải bình chọn của khán giả dành cho đạo diễn Lưu Huỳnh tại Liên hoan phim quốc tế Busan 2006. Đại diện cho điện ảnh Việt Nam tham dự đề cử giải Oscar cho phim ngoại ngữ hay nhất lần thứ 80                                                       |
| Vũ điệu tử thần                      | Bùi Tuấn Dũng                                    | Thanh Thúy, Tuấn Tú, Bình Minh... | Hình sự                       | "Giải Ban giám khảo", "Quay phim xuất sắc" tại Liên hoan phim Việt Nam lần thứ 15. |
| 2007                                 |                                                  | |                               | |
| Chuyện tình yêu                      | Xuân Phước                                       | Châu Gia Kiệt, Lý Nhã Kỳ... | Phim truyền hình              | |
| Mười: Truyền thuyết về bức chân dung | Kim Tae Kyeong                                   | Jo An, Cha Ye Ryun, Anh Thư, Hong So-hee, Lee Joon, Lim Seong-eon, Hồng Ánh, Bình Minh, Lý Nhã Kỳ... | Kinh dị                       | Bộ phim do Việt Nam và Hàn Quốc đồng hợp tác sản xuất. Giải "Quay phim xuất sắc nhất", "Âm thanh xuất sắc nhất" tại Lễ trao giải Cánh diều 2008. |
| Cô dâu vàng                          | Woon Goon Il                                     | Lee Young Ah, Song Chang Ui, Choi Yeo Jin, Kim Hee Chul, Như Quỳnh | Phim truyền hình              | |
| Dòng máu anh hùng                    | Charlie Nguyễn                                   | Johnny Trí Nguyễn, Ngô Thanh Vân, Dustin Nguyễn... | Hành động                     | Giải "Bông sen bạc", "Nữ diễn viên chính xuất sắc", "Quay phim xuất sắc", "Âm nhạc xuất sắc" tại Liên hoan phim Việt Nam lần thứ 15. |
| Đêm trong căn nhà hoang              | Nguyễn Khanh                                     | Huỳnh Thi, Monalisa Nguyễn... | Kinh dị                       | Dựa theo câu chuyện có thật của nhà văn Nguyễn Ngọc Ngạn. |
| Cú và Chim se sẻ                     | Stephane Gauger                                  | Phạm Thị Hân, Cát Ly, Lê Thế Lữ... | Chính kịch                    | |
| 2008                                 |                                                  | |                               | |
| Nụ hôn thần chết                     | Nguyễn Quang Dũng                                | Johnny Trí Nguyễn, Thanh Hằng, NSƯT Thành Lộc, Phương Thanh, NSƯT Hoài Linh... | Hài                           | |
| 2009                                 |                                                  | |                               | |
| Đẹp từng centimet                    | Vũ Ngọc Đãng                                     | Lương Mạnh Hải, Tăng Thanh Hà... | Hài, Tình cảm                 | |
| Giải cứu thần chết                   | Nguyễn Quang Dũng                                | Minh Hằng, Chí Thiện, Thành Lộc, Hồng Nhung, Phương Thanh, Siu Black, Đông Nhi | Hài                           | |
| Và anh đến trong cơn mưa             | Trần Anh Hùng                                    | Josh Hartnett, Elias Koteas, Lee Byung-hun... | Phim truyền hình              | Được mua bản quyền từ series "Lalola" của điện ảnh Argentina. |
| Bẫy rồng                             | Lê Thanh Sơn                                     | Johnny Trí Nguyễn, Ngô Thanh Vân, Hiếu Hiền... | Hành động                     | |
| Đừng đốt                             | Đặng Nhật Minh                                   | Minh Hương, Tina Dương, Matthews Korchs... | Chính kịch                    | Giải "Bông Sen Vàng" tại Liên hoan phim Việt Nam lần thứ 16. Giải "Phim nhựa xuất sắc nhất", "Nữ diễn viên chính xuất sắc", Đạo diễn xuất sắc, Họa sĩ xuất sắc, Âm thanh xuất sắc, "Phim khán giả bình chọn" tại Lễ trao giải Cánh diều 2010. Giải "Phim khán giả bình chọn" tại Liên hoan Phim Fukuoka lần thứ 19 - Nhật Bản.                                                                             |

### Thập niên 2010
| Tên phim                                                              | Đạo diễn                                                                               | Diễn viên | Thể loại                               | Ghi chú |
| --------------------------------------------------------------------- | -------------------------------------------------------------------------------------- | --- | -------------------------------------- | --- |
| 2010                                                                  |                                                                                        | |                                        | |
| Những nụ hôn rực rỡ                                                   | Nguyễn Quang Dũng                                                                      | Thanh Hằng, Minh Hằng, Phạm Anh Tuấn, Phương Thanh... | Ca Nhạc                                | |
| Công chúa teen và ngũ hổ tướng                                        | Lê Lộc                                                                                 | Bảo Thy, Yến Trang, NSƯT Hoài Linh, Hiếu Hiền,Tấn Beo, Ưng Hoàng Phúc, Chí Tài... | Ca Nhạc, Hài                           | |
| Long thành cầm giả ca                                                 | Đào Bá Sơn                                                                             | Quách Ngọc Ngoan, Nhật Kim Anh... | Lịch sử                                | Dựa theo ý tưởng của bài thơ "Long thành cầm giả ca" của nhà thơ Nguyễn Du. |
| Để Mai tính                                                           | Charlie Nguyễn                                                                         | Dustin Nguyễn, Thái Hòa, Kathy Uyên, Charlie Nguyễn... | Hài, Tình cảm                          | |
| Giao lộ định mệnh                                                     | Victor Vũ                                                                              | Trần Bảo Sơn, Vũ Thu Phương... | Tâm lý, Ly kỳ                          | |
| Cánh đồng bất tận                                                     | Nguyễn Phan Quang Bình                                                                 | Dustin Nguyễn, Đỗ Hải Yến, Võ Thanh Hòa, Ninh Dương Lan Ngọc, Tăng Thanh Hà... | Tâm lý                                 | Chuyển thể từ tác phẩm cùng tên của nhà văn Nguyễn Ngọc Tư. |
| Bi, đừng sợ!                                                          | Phan Đăng Di                                                                           | Phan Thành Minh, Nguyễn Thị Kiều Trinh, Trần Tiến, Mai Châu | Chính kịch                             | |
| 2011                                                                  |                                                                                        | |                                        | |
| Thiên sứ... 99                                                        |                                                                                        | Huỳnh Anh, Diễm My 9x, Khổng Tú Quỳnh, Ngô Kiến Huy... |                                        | |
| Bóng ma học đường                                                     |                                                                                        | NSƯT Hoài Linh, Nguyễn Tuấn Anh... | Hành động 3D                           | Được xem là bộ phim 3D đầu tiên của Việt Nam. |
| Cô dâu đại chiến                                                      | Victor Vũ                                                                              | Huy Khánh, Ngân Khánh, Vân Trang, Lê Khánh, Phi Thanh Vân, Đinh Ngọc Diệp... | Hài                                    | |
| Hot boy nổi loạn, và câu chuyện về thằng Cười, cô gái điếm và con vịt | Vũ Ngọc Đãng                                                                           | Lương Mạnh Hải, Hồ Vĩnh Khoa, Linh Sơn, Phương Thanh, Hiếu Hiền... |                                        | |
| Long Ruồi                                                             | Charlie Nguyễn                                                                         | Thái Hòa, Tinna Tình, Bùi Văn Hải, Phi Thanh Vân, Khương Ngọc, Hiếu Hiền, Mai Thành...                                                                                                   | Hài, Hành động                         | |
| 2012                                                                  |                                                                                        | |                                        | |
| Thiên mệnh anh hùng                                                   | Victor Vũ                                                                              | Huỳnh Đông, Midu, Vân Trang, Khương Ngọc, Mai Thế Hiệp... | Võ hiệp, Cổ trang, Tâm lý              | Dựa trên tiểu thuyết "Nguyễn Trãi - Bức Huyết Thư (Quyển 2)" của nhà văn Bùi Anh Tấn. |
| Scandal: Bí mật thảm đỏ                                               | Victor Vũ                                                                              | Vân Trang, Maya, Minh Thuận, Khương Ngọc... | Tâm lý, Ly kỳ, Kinh dị                 | |
| Dành cho tháng Sáu                                                    | Nguyễn Hữu Tuấn                                                                        | Huỳnh Anh, Thiên Tú, Đỗ Quốc Trung... | Thể thao, Học đường                    | |
| 2013                                                                  |                                                                                        | |                                        | |
| Mỹ nhân kế                                                            | Nguyễn Quang Dũng                                                                      | Thanh Hằng, Tăng Thanh Hà... | Võ thuật, Cổ trang, Hành động          | |
| Bụi đời Chợ Lớn                                                       | Charlie Nguyễn                                                                         | Johnny Trí Nguyễn, Hà Hiền, Hoàng Phúc, Long Điền, Huỳnh Bích Phương, Nhung Kate... | Võ thuật, Hành động, Xã hội đen        | |
| Nhà có 5 nàng tiên                                                    | Trần Ngọc Giàu                                                                         | NSƯT Hoài Linh, Việt Hương, Yaya Trương Nhi, Ngân Khánh, Minh Thảo, Bảo Anh, Miu Lê, Chí Tài, Tấn Beo, Trương Thế Vinh...                                                                | Hài, Tâm lý                            | |
| Người tốt hơn                                                         | Đỗ Khoa                                                                                | Remy Hii, Jordan Rodrigues, David Wenham, Bryan Brown, Nhung Kate, Mai Thế Hiệp... |                                        | |
| Lửa Phật                                                              | Dustin Nguyễn                                                                          | Dustin Nguyễn, Ngô Thanh Vân, Hiếu Hiền, Đinh Ngọc Diệp... | Tâm lý, Hài hước, Tình cảm             | |
| Người lính                                                            | Aleksandr Chernyaev                                                                    | Vyacheslav Krikunov, Phương Nga, Artyom Tkachenko, Trung Dũng... |                                        | |
| Tèo em                                                                | Charlie Nguyễn                                                                         | Johnny Trí Nguyễn, Thái Hòa, Ninh Dương Lan Ngọc, Yaya Trương Nhi... | Hài hước, Tâm lý                       | Được xem là bộ phim "Road Trip Comedy" (tạm dịch: hài hành trình) đầu tiên của Việt Nam. |
| 2014                                                                  |                                                                                        | |                                        | |
| Cô dâu đại chiến 2                                                    | Victor Vũ                                                                              | Bình Minh, Lan Phương, Lê Khánh, Vân Trang, Maya, Yu Dương... | Hài, Tình cảm                          | Giải "Cánh diều vàng" ở hạng mục "Phim truyện điện ảnh" tại Lễ trao giải Cánh diều 2014. |
| Năm sau con lại về                                                    | Trần Ngọc Giàu                                                                         | NSND Ngọc Giàu, NSND Việt Anh, NSƯT Hoài Linh, Thanh Thủy, Chí Tài, Nhật Cường, Lê Khánh, Quý Bình...                                                                                    | Hài                                    | |
| Quả tim máu                                                           | Victor Vũ                                                                              | Thái Hoà, Nhã Phương, NSƯT Kim Xuân, Hoàng Bách, Tú Vi, Quý Bình... | Ly kỳ, Kinh dị                         | |
| Xui mà hên                                                            | Trần Công Thành                                                                        | Hiếu Hiền, Ninh Dương Lan Ngọc, Trung Dũng, Hà Hiền Phi Thanh Vân... | Hài                                    | |
| Đoạt hồn                                                              | Hàm Trần                                                                               | NSƯT Ngọc Hiệp, Trần Bảo Sơn, Nguyễn Hồng Ân, Lâm Thanh Mỹ, Nhung Kate, Mai Thế Hiệp, Minh Trang, Thương Tín, Suboi, Huy Ma...                                                           | Kinh dị                                | |
| Scandal: Hào quang trở lại                                            | Victor Vũ                                                                              | Trang Nhung, Chi Bảo, Thân Thuý Hà, Kiều Minh Tuấn, Kinh Quốc, Hoàng Mai Anh... | Tâm lý, Ly kỳ, Kinh dị                 | |
| Hiệp sĩ mù                                                            | Lưu Huỳnh                                                                              | Đinh Y Nhung, Bình Minh, Quách Ngọc Ngoan... | Hành động                              | |
| Hương ga                                                              | Cường Ngô                                                                              | Trương Ngọc Ánh, Hà Việt Dũng, Phương Thanh, Harry Lu, Chi Pu... | Hành động, Chính kịch                  | |
| Lạc giới                                                              | Phi Tiến Sơn                                                                           | Trung Dũng, Mai Thu Huyền, Bình An | Tâm lý                                 | |
| Chuyến đi cuối cùng của chị Phụng                                     | Nguyễn Thị Thắm                                                                        | Đoàn diễn hội chợ Bích Phụng | Tài liệu                               | Giải "Special Mention" tại Liên hoan Phim tài liệu Đông Nam Á Chopshots Indonesia. Đoạt bằng khen ở hạng mục "Phim tài liệu" tại Lễ trao giải Cánh diều 2013. |
| Để mai tính 2                                                         | Charlie Nguyễn                                                                         | Thái Hoà, Diễm My 9x, Quang Sự, Huy Khánh, Linh Sơn, Anh Tú,... | Hài                                    | |
| Chung cư ma                                                           | Văn M. Phạm                                                                            | Hoài An, Chi Pu, Quang Sự, Phương Mai, Hoàng Phúc... | Kinh dị                                | |
| Chàng trai năm ấy                                                     | Nguyễn Quang Huy                                                                       | Sơn Tùng M-TP, Hari Won, Phạm Quỳnh Anh, Ngô Kiến Huy, Hứa Vĩ Văn... | Hài, Tâm lý, Tình cảm                  | Dựa trên cuốn tự truyện "Bắt đầu từ một kết thúc" nói về cuộc đời của nam ca sĩ Wanbi Tuấn Anh. |
| 2015                                                                  |                                                                                        | |                                        | |
| Đập cánh giữa không trung                                             | Nguyễn Hoàng Điệp                                                                      | Trần Bảo Sơn, Thùy Anh, Thanh Duy Idol, Hoàng Hà... | Tình cảm, Chính kịch                   | Giải "Nam diễn viên phụ xuất sắc" ở hạng mục phim truyện điện ảnh tại Liên hoan phim Việt Nam lần thứ 19. |
| Siêu nhân X                                                           | Nguyễn Quang Dũng                                                                      | Ngô Kiến Huy, Thanh Hằng, Huy Khánh, NSND Việt Anh, Phương Thanh... | Hài, Hành động, Giả tưởng              | |
| Ngày nảy ngày nay                                                     | Cường Ngô                                                                              | Ngô Thanh Vân, Lê Khánh, Phi Phụng, Petey Majik Nguyen, Quốc Dũng, NSƯT Hữu Châu... | Hài, Phiêu lưu                         | |
| Trúng số                                                              | Dustin Nguyễn                                                                          | Thu Trang, Ninh Dương Lan Ngọc, Dustin Nguyễn, Chí Tài, NSND Kim Xuân... | Hài                                    | "Giải Ban Giám Khảo" ở hạng mục phim truyện điện ảnh tại Liên hoan phim Việt Nam lần thứ 19. Giải "Cánh diều vàng", "Nữ diễn viên chính xuất sắc", "Biên kịch xuất sắc" ở hạng mục "Phim truyện điện ảnh" tại Lễ trao giải Cánh diều 2015. |
| Quý tử bất đắc dĩ                                                     | Trần Ngọc Giàu                                                                         | NSƯT Hoài Linh, Việt Hương, Hoài Lâm, Huy Khánh, Tấn Beo Trấn Thành, Tiết Cương... | Hài, Phiêu lưu                         | |
| Dịu dàng                                                              | Lê Văn Kiệt                                                                            | Thanh Tú, Dustin Nguyễn... | Chính kịch                             | |
| Thám tử Hên Ry                                                        | Tấn Beo                                                                                | Tấn Beo, Hoàng Bách, Trương Thế Vinh, Duy Nhân, Linh Chi, Nguyễn Hồng Ân... | Hài, Kinh dị                           | |
| Lật mặt                                                               | Lý Hải                                                                                 | Lý Hải, Trường Giang, NSƯT Kim Xuân, Võ Thành Tâm, Lâm Minh Thắng, Mỹ Hoà... | Hài, Hành động                         | |
| Bộ ba rắc rối                                                         | Võ Tấn Bình                                                                            | Thúy Nga, Kathy Uyên, Hoàng Oanh, Hiếu Nguyễn, Cát Phượng, NSND Việt Anh... |                                        | |
| Bảo mẫu siêu quậy                                                     | Lê Bảo Trung                                                                           | Ngọc Diệp, Hiếu Hiền, Phùng Ngọc Huy, Trương Quỳnh Anh, Tuấn Voi... | Hài                                    | |
| Quyên                                                                 | Nguyễn Phan Quang Bình                                                                 | Gary Daniels, Trần Bảo Sơn, Vũ Ngọc Anh, David Trần, Hiếu Nguyễn... | Chính kịch                             | |
| 49 ngày                                                               | Nhất Trung                                                                             | Trường Giang, Nhã Phương, La Thành, Khả Như, Hoàng Phi, NSƯT Kim Xuân... | Hài, Tình cảm                          | |
| Trùm cỏ                                                               | Phan Minh                                                                              | Việt Hương, Trấn Thành, Quang Đăng, Hari Won... | Hài                                    | |
| Tôi thấy hoa vàng trên cỏ xanh                                        | Victor Vũ                                                                              | Thanh Mỹ, Trọng Khang, Thịnh Vinh, Lê Vinh, Trương Tử Liên, Nguyễn Anh Tú, Khánh Hiền, Mai Thế Hiệp, Lê Bình, Mai Trần, Mỹ Anh, Công Huân, Tấn Thi...                                    | Tâm lý, Tình cảm                       | Chuyển thể từ tác phẩm cùng tên của nhà văn Nguyễn Nhật Ánh. Giải "Phim hay nhất" ở hạng mục phim truyện điện ảnh tại Liên hoan phim quốc tế Silk Road 2015. Giải "Bông Sen Vàng", "Đạo diễn xuất sắc", "Quay phim xuất sắc", "Phim hay nhất do khán giả bình chọn trong hạng mục dự thi" ở hạng mục phim truyện điện ảnh tại Liên hoan phim Việt Nam lần thứ 19. Đồng giải "Cánh diều bạc", "Quay phim xuất sắc", "Diễn viên triển vọng" ở hạng mục phim truyện điện ảnh tại Lễ trao giải Cánh diều 2015.                                                                               |
| Người trở về                                                          | Đặng Thái Huyền                                                                        | Lã Thanh Huyền, Phạm Tiến Lộc, Trương Minh Quốc Thái... | Chiến tranh                            | Dựa trên ý tưởng từ truyện ngắn "Người về bến sông Châu" của nhà văn Sương Nguyệt Minh. "Giải Ban giám khảo", "Kịch bản xuất sắc" ở hạng mục phim truyện điện ảnh tại Liên hoan phim Việt Nam lần thứ 19. Đồng giải "Cánh diều bạc" tại Lễ trao giải Cánh diều 2015. |
| Con ma nhà họ Hứa                                                     | Vũ Ngọc Đãng                                                                           | La Quốc Hùng, Tiến Vũ, Hồ Vĩnh Khoa, Diệp Lâm Anh... | Kinh dị                                | |
| 12 chòm sao: Vẽ đường cho yêu chạy                                    | Vũ Ngọc Phượng                                                                         | B Trần, Jun Vũ, Quỳnh Chi, Jun Phạm, Kim Nhã, Võ Cảnh... | Chính kịch, Tình cảm                   | |
| Yêu                                                                   | Việt Max                                                                               | Chi Pu, Gil Lê, B Trần, Phở Đặc Biệt (Tô Bửu Phát)... | Tình cảm, Hài                          | Bộ phim được remake từ tác phẩm "The Love of Siam" (tạm dịch: Tình yêu của Siam) của điện ảnh Thái Lan. |
| Em là bà nội của anh                                                  | Phan Gia Nhật Linh                                                                     | Miu Lê, Ngô Kiến Huy, Hứa Vĩ Văn, Hari Won, NSƯT Thanh Nam, Hồng Ánh, Đức Khuê, Thu Trang, Lều Phương Anh...                                                                             | Hài, Tâm lý xã hội                     | Bộ phim được remake từ tác phẩm gốc Susanghan Geunyeo (Miss Granny) của điện ảnh Hàn Quốc. Bộ phim Việt Nam ăn khách nhất trong năm 2015. Bộ phim vượt qua Để Mai tính 2 để trở thành phim có doanh thu lớn nhất (102 tỷ đồng) tính từ trước tới 2017. |
| Già gân, Mỹ nhân và Găng tơ                                           | Đức Thịnh                                                                              | NSƯT Hoài Linh, Nguyễn Lan Phương, David Phạm, Kiều Minh Tuấn, Bùi Thương Tín, Tóc Tiên, Trường Giang, NSƯT Đỗ Đức Thịnh, Hoàng Sơn...                                                   | Hài, Hành động                         | |
| 2016                                                                  |                                                                                        | |                                        | |
| Cuộc đời của Yến                                                      | Đinh Tuấn Vũ                                                                           | Thúy Hằng, Thủy Tiên, Kim Anh, Minh Hương, Lâm Tùng... | Chính kịch                             | Giải "Bông Sen Bạc", "Nam diễn viên chính xuất sắc", "Quay phim xuất sắc", "Âm thanh xuất sắc", "Hoạ sĩ thiết kế xuất sắc" ở hạng mục phim truyện điện ảnh tại Liên hoan phim Việt Nam lần thứ 19. Giải "Cánh Diều Bạc", "Đạo diễn xuất sắc", "Âm nhạc xuất sắc" ở hạng mục phim truyện điện ảnh tại Lễ trao giải Cánh diều 2015. |
| Tía tui là cao thủ                                                    | Trần Ngọc Giàu                                                                         | NSƯT Hoài Linh, Việt Hương, Trấn Thành, Tấn Beo, Cát Tường, Hoài Lâm, Ngô Kiến Huy, Khả Như, Ái Phương...                                                                                | Hài, Gia đình                          | |
| Siêu trộm                                                             | Hàm Trần                                                                               | Nhung Kate, Huyme (Thành Phạm), Suboi, Petey Majik Nguyễn, Mai Thế Hiệp, Lâm Thanh Mỹ, Lê Hoàng Mèo, Ngô Thanh Vân, Khương Ngọc, Teo Yoo...                                              | Hài hước, Tình cảm Hành động, Tội phạm | Bộ phim đầu tiên về đề tài Hacker của Việt Nam trên màn ảnh rộng. |
| Lộc phát                                                              | Lê Bảo Trung                                                                           | Hiếu Hiền, Kiều Minh Tuấn, Bình Minh, Đinh Ngọc Diệp, Hoàng Sơn, Hoàng Yến Chibi... | Hài                                    | |
| Yêu là phải xài chiêu                                                 | Nguyễn Ngọc Hùng, Khương Ngọc                                                          | Thu Trang, Khương Ngọc, Tiến Luật, Thủy Top, La Thành, Anh Đức... | Hài                                    | |
| Ám ảnh                                                                | Bảo Nguyễn                                                                             | Trần Tuấn Lương, Hoàng Yến Chibi, Quốc Cường, Minh Thuận, NSND Kim Xuân... | Tội phạm, Kinh dị                      | |
| Gái già lắm chiêu                                                     | Nam Cito, Bảo Nhân                                                                     | Diễm My 9x, Bình Minh, Huỳnh Lập, Diệu Nhi... | Hài, Lãng mạn                          | |
| Taxi, em tên gì?                                                      | Đức Thịnh, Đinh Tuấn Vũ                                                                | Trường Giang, Angela Phương Trinh... | Chính kịch, Hài                        | |
| Vợ ơi...em ở đâu?                                                     | Trần Hà Sơn                                                                            | NSƯT Thành Lộc, Bình Minh, Huy Khánh, Thủy Tiên, Trúc Diễm, Công Vinh, Mạc Văn Khoa...                                                                                                   | Hài, Tình cảm                          | |
| Vòng eo 56                                                            | Vũ Ngọc Đãng                                                                           | Tú Vi, Ngọc Trinh, La Quốc Hùng, Lương Mạnh Hải, Hồ Vĩnh Khoa... | Chính kịch                             | |
| Bệnh viện ma                                                          | Võ Thanh Hòa                                                                           | Trấn Thành, Hari Won, Tiến Luật, Thu Trang, La Thành... | Kinh dị, Hài                           | |
| Truy sát                                                              | Cường Ngô                                                                              | Trương Ngọc Ánh, Hiếu Nguyễn, Vĩnh Thụy, Cường Seven, Lâm Vissay... | Hành động                              | |
| Lật mặt 2: Phim trường                                                | Lý Hải                                                                                 | Lý Hải, Hiếu Nguyễn, Hứa Minh Đạt, Võ Đình Hiếu, Quốc Thuận, Khả Ngân... | Hài, Hành động                         | |
| Bao giờ có yêu nhau                                                   | Dustin Nguyễn                                                                          | Quý Bình, Minh Hằng... | Tình cảm                               | |
| Nữ đại gia                                                            | Lê Văn Kiệt                                                                            | Nguyễn Cao Kỳ Duyên, Trương Quỳnh Anh, Huỳnh Anh Tuấn... | Hành động, Chính kịch                  | |
| Bảo mẫu siêu quậy 2                                                   | Lê Bảo Trung                                                                           | NSƯT Hoài Linh, Mai Cát Vi, Simba, Hiếu Hiền, Tuấn Voi, Ku Tin... | Hài, Gia đình                          | |
| Fan cuồng                                                             | Charlie Nguyễn                                                                         | Thái Hòa, Johnny Trí Nguyễn, Huy Khánh, Phương Trinh Jolie, Ngọc Diệp... | Hài, Giả tưởng                         | |
| Tấm Cám: Chuyện chưa kể                                               | Ngô Thanh Vân                                                                          | NSƯT Hữu Châu, Isaac, Ninh Dương Lan Ngọc, Hạ Vi, Ngô Thanh Vân, Jun Phạm, S.T, Will, Ngọc Trai, NSND Ngọc Giàu, NSƯT Thành Lộc, Hiếu Hiền...                                            | Cổ trang, Giả tưởng, Hành động         | |
| Nắng                                                                  | Đồng Đăng Giao                                                                         | NSƯT Hoài Linh, bé Kim Thư, Thu Trang, Trấn Thành, Kiều Minh Tuấn... | Hài, Gia đình                          | |
| Cô hầu gái                                                            | Derek Nguyễn                                                                           | Nhung Kate, Jean Michel Richaud, NSND Kim Xuân, Phi Phụng, Kiến An... | Tâm lý, Kinh dị                        | |
| Sài Gòn, anh yêu em                                                   | Lý Minh Thắng (tổng đạo diễn), Huỳnh Lập (đồng đạo diễn), La Quốc Hùng (đồng đạo diễn) | NSND Thanh Nam, NSND Ngọc Giàu, Phi Phụng, Huỳnh Lập, Johan Wicklund, Đoan Trang, Huy Khánh, Maya, Brian Trần, Cường Đinh, Trung Dân, Thụy Mười, Duy Khánh, Mỹ Tiên...                   | Hài, Tâm lý xã hội                     | Giải "Phim điện ảnh hay nhất", "Giải sáng tạo xuất sắc" ở hạng mục phim truyện điện ảnh tại Lễ trao giải Ngôi sao xanh lần thứ 3. Giải thưởng "Cánh Diều Vàng", "Nam diễn viên phụ xuất sắc", "Âm nhạc trong phim xuất sắc", "Họa sĩ thiết kế xuất sắc", "Biên kịch xuất sắc" ở hạng mục phim truyện điện ảnh tại Lễ trao giải Cánh diều 2016. |
| 4 năm 2 chàng 1 tình yêu                                              | Luk Vân                                                                                | Midu, Harry Lu, Anh Tú, Ngọc Trai, Hải Triều... | Tình cảm, Hài                          | Giải thưởng "Nữ diễn viên được yêu thích nhất" ở hạng mục phim truyện điện ảnh tại Lễ trao giải Ngôi sao xanh lần 3. |
| Sút                                                                   | Việt Max                                                                               | Nhung Kate, Hà Hiền, Huyme (Thành Phạm), Tùng Min, Tùng Age... | Thể thao                               | |
| Cho em gần anh                                                        | Văn Công Viễn                                                                          | Đình Hiếu, Jun Vũ, Khả Như, Chí Tài, Quang Minh... | Lãng mạn                               | |
| Vệ sĩ Sài Gòn                                                         | Ken Ochiai                                                                             | Thái Hòa, Kim Lý, Chi Pu, B Trần, Diệp Lâm Anh, Khương Ngọc... | Hài, Hành động                         | |
| Chạy đi rồi tính                                                      | Nam Cito, Bảo Nhân                                                                     | Nam Thư, Puka, Hứa Vĩ Văn, Việt Hương, Diễm My 9X... | Phiêu lưu, Hài                         | |
| 2017                                                                  |                                                                                        | |                                        | |
| Rừng xanh kỳ lạ truyện                                                | Khương Ngọc, Nguyễn Ngọc Hùng                                                          | NSƯT Hoài Linh, Thu Trang, Tiến Luật, Trung Dân, YaYa Trương Nhi... | Hài, Hành động, Giả tưởng              | |
| Bạn gái tôi là sếp                                                    | Hàm Trần                                                                               | Miu Lê, Đỗ An, Lê Khánh, Ngọc Thảo, Hoàng Phi... | Hài, Lãng mạn                          | Bộ phim remake từ tác phẩm gốc "ATM" (tạm dịch: Lỗi tình yêu) của điện ảnh Thái Lan. |
| 49 ngày 2                                                             | Nhất Trung                                                                             | Ngô Kiến Huy, Hari Won, Việt Hương, Mạc Văn Khoa, Thu Trang, Tiến Luật... | Hài, Lãng mạn                          | |
| Linh duyên                                                            | Võ Ngọc, Hạnh Nhân                                                                     | Kim Tuyền, Dustin Nguyễn, Trương Quỳnh Anh, Hoà Minzy, Mạc Văn Khoa... | Hài, Kinh dị                           | |
| Hot boy nổi loạn 2                                                    | Vũ Ngọc Đãng                                                                           | La Quốc Hùng, Lương Mạnh Hải, Trần Huy Anh, Phú Hậu, Trung Dân... | Tâm lý                                 | Giải "Đạo diễn xuất sắc" ở hạng mục phim truyện điện ảnh tại Liên hoan phim Việt Nam lần thứ 20. |
| Dạ cổ hoài lang                                                       | Nguyễn Quang Dũng                                                                      | NSƯT Hoài Linh, Chí Tài, Võ Đình Hiếu,... | Chính kịch, Gia đình                   | Giải "Âm nhạc xuất sắc" ở hạng mục phim truyện điện ảnh tại Lễ trao giải Cánh diều 2017. |
| Lô tô                                                                 | Huỳnh Tuấn Anh                                                                         | NSƯT Hữu Châu, Huỳnh Lập, Hải Triều, Minh Dũng, Nam Em, Trịnh Xuân Nhản... | Chính kịch                             | |
| Cha cõng con                                                          | Lương Đình Dũng                                                                        | Ngô Thế Quân, Hà Văn Hiếu, Đỗ Trọng Tấn... | Tâm lý, Gia đình                       | Giải "Bông Sen Bạc", "Biên kịch xuất sắc" ở hạng mục phim truyện điện ảnh tại Liên hoan phim Việt Nam lần thứ 20. Giải "Phim truyện nước ngoài xuất sắc" và "Giải đặc biệt của ban giám khảo cho Quay phim ấn tượng nhất" ở hạng mục phim truyện điện ảnh tại Liên hoan phim quốc tế Arizona lần thứ 26. Giải "Tinh thần Độc lập cho Phim có cốt truyện hay nhất" ở hạng mục phim truyện điện ảnh tại Liên hoan phim quốc tế Boston lần thứ 15. Giải "Phim hay nhất châu Á" ở hạng mục phim truyện điện ảnh tại Liên hoan phim quốc tế Iran lần thứ 36.                                  |
| Em chưa 18                                                            | Lê Thanh Sơn                                                                           | Kaity Nguyễn, Kiều Minh Tuấn, Will 365, Quang Minh, Huy Khánh... | Hài, Tình cảm                          | Bộ phim vượt qua Em là bà nội của anh để trở thành phim có doanh thu lớn nhất (150 tỷ đồng) tính từ trước tới 2019. Giải "Đạo diễn xuất sắc", "Nam diễn viên chính xuất sắc" ở hạng mục phim truyện điện ảnh tại Lễ trao giải Cánh diều 2017. Giải "Bông Sen Vàng", "Nữ diễn viên chính xuất sắc" ở hạng mục phim truyện điện ảnh tại Liên hoan phim Việt Nam lần thứ 20. |
| Có căn nhà nằm nghe nắng mưa                                          | Mai Thế Hiệp                                                                           | NSND Kim Xuân, Lê Bình, Dương Cường, Khắc Minh, Tấn Thi, Khánh Hiền... | Gia đình                               | |
| Vú em tập sự                                                          | Bùi Văn Hải                                                                            | Johnny Trí Nguyễn, Tiến Luật, bé Bơ, Lê Khánh, Hiếu Nguyễn, Diệu Nhi... | Hài, Hành động                         | |
| Anh em siêu quậy                                                      | Lê Bảo Trung                                                                           | Ku Tin, Duy Anh, Mai Cát Vi, Nhan Ngọc Cao Vỹ, Minh Nhựt... | Hài, Gia đình                          | |
| Đảo của dân ngụ cư                                                    | Hồng Ánh                                                                               | Ngọc Thanh Tâm, Nhan Phúc Vinh, Phạm Hồng Phước, Hoàng Phúc, Ngọc Hiệp... | Chính kịch, Tâm lý, Tình cảm           | Giải "Phim xuất sắc nhất", "Nam diễn viên chính xuất sắc nhất", "Đạo diễn hình ảnh xuất sắc nhất" ở hạng mục phim truyện điện ảnh tại Liên hoan phim quốc tế Asean (AIFFA) - 2017 cũng như đã nhận rất nhiều các giải thưởng lớn tại quốc tế. Giải "Nam diễn viên phụ xuất sắc", "Quay phim xuất sắc" ở hạng mục phim truyện điện ảnh tại Lễ trao giải Cánh diều 2017. Giải "Nam diễn viên phụ xuất sắc", "Quay phim xuất sắc" ở hạng mục phim truyện điện ảnh tại Liên hoan phim Việt Nam lần thứ 20.                                                                                   |
| Xóm trọ 3D                                                            | Hoàng Tuấn Cường                                                                       | Minh Nhí, NSND Hồng Vân, Việt Hương, Huy Khánh, Maya, Anh Vũ, Nam Cường, Xuân Nghị, Hoàng Linh, Thái Duy...                                                                              | Hài, Lãng mạn                          | |
| Cô gái đến từ hôm qua                                                 | Phan Gia Nhật Linh                                                                     | Miu Lê, Ngô Kiến Huy, Jun Phạm, Hoàng Yến Chibi... | Hài, Lãng mạn, Học đường               | Chuyển thể từ tác phẩm cùng tên của nhà văn Nguyễn Nhật Ánh. Giải "Cánh Diều Bạc" và "Diễn viên trẻ triển vọng" ở hạng mục phim truyện điện ảnh tại Lễ trao giải Cánh diều 2017. Giải "Nữ diễn viên phụ xuất sắc nhất" ở hạng mục phim truyện điện ảnh tại Liên hoan phim Việt Nam lần thứ 20. Giải "Nam diễn viên điện ảnh được yêu thích nhất", "Nữ diễn viên điện ảnh được yêu thích nhất" ở hạng mục phim truyện điện ảnh tại Ngôi Sao Xanh lần thứ 4. Giải "Nam diễn viên điện ảnh – truyền hình được yêu thích nhất" ở hạng mục phim truyện điện ảnh tại Giải Mai vàng lần thứ 23. |
| Đời cho ta bao lần đôi mươi                                           | Huỳnh Tuấn Anh                                                                         | Quỳnh Anh Shyn, Trần Trung, Băng Di, Tú Vi, Văn Anh... | Hài, Lãng mạn                          | |
| Sắc đẹp ngàn cân                                                      | James Ngô                                                                              | Minh Hằng, Phương Trinh Jolie, Rocker Nguyễn... |                                        | Bộ phim remake từ tác phẩm gốc "200 Pounds Beauty" của điện ảnh Hàn Quốc. |
| Yêu đi, đừng sợ!                                                      | Stephane Gauger                                                                        | Ngô Kiến Huy, Nhã Phương, Kiều Minh Tuấn, Lê Hạ Anh, Puka, Ái Phương... | Hài, Kinh dị, Tình cảm                 | Bộ phim remake từ tác phẩm gốc "Spellbound" (tạm dịch: Lời nguyền tình yêu) của điện ảnh Hàn Quốc. Giải "Nữ diễn viên chính xuất sắc", "Thiết kế mỹ thuật xuất sắc" ở hạng mục phim truyện điện ảnh tại Lễ trao giải Cánh diều 2017. |
| Nắng 2                                                                | Đồng Đăng Giao                                                                         | Thu Trang, bé Kim Thư, Trấn Thành, Kiều Minh Tuấn, Miu Lê... | Chính kịch, Gia đình                   | |
| Chí Phèo ngoại truyện                                                 | Danny Đỗ                                                                               | Thu Trang, Tiến Luật, Kiều Minh Tuấn, Phương Thanh, Nhan Phúc Vinh, Nam Thư, Phở Đặc Biệt (Tô Bửu Phát), Ilram Choi...                                                                   | Hài, Hành động                         | |
| Ngày mai mai cưới                                                     | Nguyễn Tấn Phước                                                                       | Diệu Nhi, Vinh Râu, Thái Vũ, Huỳnh Phương, Minh Beta... | Hài, Lãng mạn                          | Bộ phim được remake từ tác phẩm gốc "Get Married" của điện ảnh Indonesia. Giải "Âm thanh xuất sắc" ở hạng mục phim truyện điện ảnh tại Lễ trao giải Cánh diều 2017. |
| Cô ba Sài Gòn                                                         | Trần Bửu Lộc, Kay Nguyễn                                                               | Ninh Dương Lan Ngọc, NSND Hồng Vân, Diễm My, Ngô Thanh Vân, Diễm My 9x, S.T 365, Oanh Kiều...                                                                                            | Chính kịch                             | Giải "Cánh Diều Vàng", "Biên kịch xuất sắc" tại Lễ trao giải Cánh diều 2017. Giải "Hoạ sĩ thiết kế, xuất sắc", "Giải Ban Giám Khảo" ở hạng mục phim truyện điện ảnh tại Liên hoan phim Việt Nam lần thứ 20. |
| Mẹ chồng                                                              | Lý Minh Thắng                                                                          | Diễm My, Thanh Hằng, Ngọc Quyên, Lan Khuê, Midu... |                                        | Giải "Nữ diễn viên phụ xuất sắc" ở hạng mục phim truyện điện ảnh tại Lễ trao giải Cánh diều 2017. |
| Giấc mơ Mỹ                                                            | Davina Hồng Ngân                                                                       | Mai Thu Huyền, Bình Minh, Trương Thế Vinh, Kyo York, Băng Châu, Văn Tùng, Mai Huỳnh...                                                                                                   | Lãng mạn, Chính kịch                   | |
| Lôi báo                                                               | Victor Vũ                                                                              | Cường Seven, Nhã Phương, Vũ Ngọc Anh, Quách Ngọc Ngoan, Hoàng Sơn, NSƯT Nguyễn Chánh Tín, Vũ Tuấn Việt, Simba A Pù...                                                                    | Hành động, Chính kịch                  | |
| Khi con là nhà                                                        | Vũ Ngọc Đãng                                                                           | Lương Mạnh Hải, Phạm Duy Anh, La Quốc Hùng, Tú Vi, Ngọc Nga... | Gia đình                               | |
| 2018                                                                  |                                                                                        | |                                        | |
| Ở đây có nắng                                                         | Đỗ Nam                                                                                 | Huy Khánh, Quý Bình, Lê Bình, Quỳnh Chi, Anh Thơ... | Gia đình                               | |
| Cạm bẫy: Hơi thở của quỷ                                              | Nguyễn Quang Tuyến                                                                     | Nhật Kim Anh, Đông Dương, Xuân Phúc, Quang Hòa, Lâm Trí... | Hành động, Tội phạm                    | |
| Xưởng 13                                                              | Phan Minh                                                                              | Trương Mỹ Nhân, Tuấn Trần, Brian Trần, Jay Nhân... | Kinh dị                                | |
| LALA: Hãy để em yêu anh                                               | Han Sang-hee                                                                           | Chi Pu, San E, Chae Yeon, Jin Ju Hyung... |                                        | |
| Siêu sao siêu ngố                                                     | Đức Thịnh                                                                              | Trường Giang, Thanh Thúy, Đức Thịnh, Mai Tài Phến, Sam... | Hài, Lãng mạn                          | |
| Về quê ăn Tết                                                         | Nguyễn Hoàng Anh                                                                       | Ngô Thanh Vân, Jun Phạm, Trung Dân, Hải Triều, Tiko Tiến Công, Puka... | Hài                                    | |
| 798Mười                                                               | Dustin Nguyễn                                                                          | Dustin Nguyễn, Thu Trang, Kiều Minh Tuấn, Hoàng Sơn, Nam Em... | Hài, Hành động                         | |
| Tháng năm rực rỡ                                                      | Nguyễn Quang Dũng                                                                      | Hoàng Yến Chibi, Hoàng Oanh, Hồng Ánh, Jun Vũ, Khổng Tú Quỳnh, Trịnh Thảo, Minh Thảo, Tiến Vũ, Văn Tùng, Minh Tuyền, Mỹ Duyên, Mỹ Uyên, Anh Thư, Thanh Hằng...                           | Hài, Học đường                         | Bộ phim được remake từ tác phẩm gốc "Sunny" (tạm dịch: Những ngày trong sáng) của điện ảnh Hàn Quốc. Giải "Nữ diễn viên chính xuất sắc", "Thiết kế mỹ thuật xuất sắc" ở hạng mục phim truyện điện ảnh tại Lễ trao giải Cánh Diều Vàng 2018. |
| Đích tôn độc đắc                                                      | Trần Ngọc Giàu                                                                         | NSƯT Hoài Linh, Bạch Công Khanh, Thanh Vy, Celina Huỳnh, Lê Lộc... | Hài                                    | |
| Lật mặt: Ba chàng khuyết                                              | Lý Hải                                                                                 | Kiều Minh Tuấn, Huy Khánh, Song Luân, Nene... | Hài                                    | |
| 100 ngày bên em                                                       | Vũ Ngọc Phượng                                                                         | Jun Phạm, Khả Ngân, B Trần, Gin Tuấn Kiệt, Tam Triều Dâng, NSƯT Mỹ Duyên, NSƯT Chiều Xuân...                                                                                             | Tâm lý, Tình cảm                       | Lấy cảm hứng từ tác phẩm "Never Ending Story" (tạm dịch: Chuyện dài bất tận) của điện ảnh Hàn Quốc. |
| Ông ngoại tuổi 30                                                     | Võ Thanh Hòa                                                                           | Trịnh Thăng Bình, Kiều Trinh... |                                        | Bộ phim được remake từ tác phẩm gốc "Scandal Makers" của điện ảnh Hàn Quốc. |
| Yêu em bất chấp                                                       | Văn Công Viễn                                                                          | Ngọc Thanh Tâm, Hoài Lâm, Trang Trần, Đàm Vĩnh Hưng, Thúy Vy... | Hài, Tình cảm                          | Bộ phim được remake từ tác phẩm gốc "My Sassy Girl" (tạm dịch: Cô nàng ngổ ngáo) của điện ảnh Hàn Quốc. |
| 11 niềm hi vọng                                                       | Robie Trường                                                                           | Nhan Phúc Vinh, Hoàng Phi, Hiếu Nguyễn, Hùng Chilhyun, Rima Thanh Vy | Hành động, Chính kịch                  | |
| Ống kính sát nhân                                                     | Nguyễn Hữu Hoàng                                                                       | Hứa Vĩ Văn, Diễm My 9x, Kinh Quốc, Khương Ngọc, NSƯT Công Ninh... | Tâm lý                                 | |
| Lộ mặt                                                                | Vĩnh Thuyên                                                                            | Minh Luân, Vĩnh Thuyên Kim, Hứa Minh Đạt, Mạc Văn Khoa, Lâm Vỹ Dạ... | Hài, Lãng mạn                          | |
| Trường học bá vương                                                   | Duy Joseph                                                                             | Wean Lê, Lê Hạ Anh, Nhan Phúc Vinh, Ngọc Thanh Tâm, Quỳnh Chi... | Hài, Hành động                         | |
| Nhắm mắt thấy mùa hè                                                  | Cao Thúy Nhi                                                                           | Phương Anh Đào, Takafumi Akutsu, NSƯT Công Ninh, Ben Phạm, Noriki Takimoto, Norihiko Takimoto, Sayaka Mitsuta, Mizuki Miyauchi, Akira Hatsusegawa, Diễm Thy, Khánh Ngân, Chú chó Hana... | Tâm lý, Tình cảm                       | Bộ phim độc lập nhận được những đánh giá rất tích cực từ khán giả trong và ngoài nước. Giải "Spotlight Award" ở hạng mục phim truyện điện ảnh tại Liên hoan phim Viet Film Fest 2018. Giải" Nữ diễn viên xuất sắc nhất" ở hạng mục phim truyện điện ảnh tại Liên hoan phim quốc tế Hà Nội - Haniff 2018. |
| Em gái mưa                                                            | Kawaii Nguyễn Tuấn Anh                                                                 | Mai Tài Phến, Lê Thùy Linh, Phương Anh Đào, Việt Hương, Tiến Vũ, Misoa... | Lãng mạn, Chính kịch                   | |
| Tìm vợ cho bà                                                         | Lương Trung Tín                                                                        | ST 365, Jang Mi, POM, Tiểu Bảo Quốc... | Hài, Lãng mạn                          | Bộ phim được remake từ tác phẩm gốc "Bride for Rent" (tạm dịch: Nàng dâu đi mượn) của điện ảnh Philippines. |
| Song Lang                                                             | Leon Quang Lê                                                                          | Isaac, Liên Bỉnh Phát, Kim Phương, NSƯT Hữu Quốc, Minh Phượng, Tú Quyên, Ngọc Lan, Hoàng Sáng, Hồng Sáp, Thanh Tú, Kiều Trinh...                                                         | Chính kịch, Tâm lý                     | Tính đến tháng 6 năm 2019, Song Lang đã tham gia hơn 22 liên hoan phim thế giới và nhận được 21 giải thưởng trong và ngoài nước. |
| Chàng vợ của em                                                       | Charlie Nguyễn                                                                         | Thái Hoà, Phương Anh Đào, Vân Trang, Hứa Vĩ Văn, Thanh Trúc... | Hài, Tâm lý                            | Dựa trên tiểu thuyết "Busy Woman Seeks Wife" của tác giả Annie Ashworth và Meg Sander. Giải "Cánh Diều Vàng", "Đạo diễn xuất sắc", "Nữ diễn viên phụ xuất sắc" ở hạng mục phim truyện điện ảnh tại Lễ trao giải Cánh Diều Vàng 2018. |
| Hoán đổi                                                              | Võ Thanh Hòa                                                                           | Nhã Phương, Việt Hương, Trấn Thành, Ngô Kiến Huy, Khả Như, bé Kim Thư, Hứa Minh Đạt, Mai Bảo Ngọc, Huỳnh Lập, La Thành...                                                                | Hài, Lãng mạn, Gia đình                | |
| Mùa viết tình ca                                                      | Thắng Vũ                                                                               | Isaac, Phan Ngân, Suni Hạ Linh, Chí Tài, Phi Phụng... | Lãng mạn, Âm nhạc                      | |
| Kế hoạch đổi chồng                                                    | Minh Beta                                                                              | Hoàng Yến Chibi, Trương Thanh Long, Quang Đăng... | Tâm lý, Lãng mạn                       | Bộ phim được remake từ tác phẩm gốc "Un novio para mi mujer" của điện ảnh Argentina. |
| Đi tìm Phong                                                          | Swann Dubus, Trần Phương Thảo                                                          | Lê Ánh Phong... | Tài liệu                               | |
| Quý cô thừa kế                                                        | Trần Nguyễn Hoàng Duy                                                                  | Ngân Khánh, Song Luân, Hồng Đào, Sỹ Thanh, Quang Minh... | Tâm lý, Lãng mạn                       | |
| Người bất tử                                                          | Victor Vũ                                                                              | Quách Ngọc Ngoan, Jun Vũ, Đinh Ngọc Diệp... | Hành động, Viễn Tưởng                  | |
| Mặt trời, con ở đâu                                                   | Nguyễn Hữu Tuấn                                                                        | Huỳnh Đông, Bảo Bảo, Mai Cát Vi, Việt Hương, Huỳnh Anh Tuấn... | Hài, Phiêu lưu, Tình cảm               | |
| Thạch Thảo                                                            | Mai Thế Hiệp                                                                           | Khắc Minh, Thanh Tùng, Bích Ngọc, Lê Ngọc Phương Quỳnh... | Tình cảm, Học đường                    | |
| Hồn PaPa da con gái                                                   | Ken Ochiai                                                                             | Thái Hoà, Kaity Nguyễn, Trang Hý, Trịnh Thảo, Gi A, NSƯT Thành Lộc, NSND Hồng Vân, Chí Tài, Vân Trang, Kathy Uyên...                                                                     | Hài, Tâm lý, Gia đình                  | Dựa trên tiểu thuyết "Seven Days of a Daddy and a Daughter" (tạm dịch: 7 ngày của Bố và Con gái) của tác giả Takahisa Igarashi. |
| Gái già lắm chiêu 2                                                   | Bảo Nhân, Nam Cito                                                                     | Ninh Dương Lan Ngọc, Phương Lan, Thùy Anh, Thoại Tiên, Diễm My 9x... | Hài, Lãng mạn                          | |
| 2019                                                                  |                                                                                        | |                                        | |
| Chị trợ lý của anh                                                    | Mỹ Tâm (nghệ danh "Mira Dương")                                                        | Mỹ Tâm, Mai Tài Phến, NSƯT Hữu Châu, Quang Trung... | Hài, Tình cảm                          | Phim đầu tay của ca sĩ nổi tiếng Mỹ Tâm. |
| Yolo - Bạn chỉ sống một lần                                           | Phan Minh                                                                              | Cường Seven, Soobin Hoàng Sơn... | Âm nhạc, Tâm lý                        | |
| Táo quậy                                                              | Toàn Joshua                                                                            | Hứa Minh Đạt, POM, Nhi Katy, Lê Bình, Katleen, Hoàng Phúc... | Hài, Hành động, Viễn tưởng             | |
| Cua lại vợ bầu                                                        | Nhất Trung                                                                             | Trấn Thành, Ninh Dương Lan Ngọc, Anh Tú, Mạc Văn Khoa, Khả Như, Lê Giang, Hồng Đào... | Tâm lý, Tình cảm, Hài                  | Phim đạt doanh thu cao nhì năm 2019. |
| Trạng Quỳnh                                                           | Đức Thịnh                                                                              | Quốc Anh, Trấn Thành, Nhã Phương, Khả Như... | Cổ trang                               | |
| Xóm trọ 3D: Cung tâm kế                                               | Xuân Trang                                                                             | NSND Hồng Vân, Minh Nhí, Thúy Nga, Xuân Nghị, Lạc Hoàng Long, Tuấn Dũng... | Hài                                    | |
| Tình đầu thơ ngây                                                     | Nguyễn Tiến Thành                                                                      | Lâm Thanh Mỹ, Nguyễn Thái Sơn, Huỳnh Kiến An, Nguyễn Lan Phương... | Tình cảm                               | |
| Hai Phượng                                                            | Lê Văn Kiệt                                                                            | Ngô Thanh Vân, Mai Cát Vi, Thanh Hoa, Lê Bình, Anh Khoa, Lê Trang, Yaya Trương Nhi... | Hành động                              | Phim đạt doanh thu cao nhất mọi thời đại ở Việt Nam (tính đến hiện tại). |
| Vu quy đại náo                                                        | Lê Thiện Viễn                                                                          | Diệu Nhi, Ngọc Trinh, La Thành, Quang Trung, Huỳnh Lập, Việt Hương... | Hài, Tình cảm                          | |
| Cuộc gọi định mệnh                                                    | Tạ Huy Cường                                                                           | Huy Khánh, Văn Phượng Hiếu Hiền, Bửu Đa, DJ Oxy... | Hài, Lãng mạn                          | |
| Hạnh phúc của mẹ                                                      | Huỳnh Đông                                                                             | Kiều Minh Tuấn, Cát Phượng... | Gia đình, Tình cảm                     | |
| Chị Mười Ba – Phần kết Thập Tam Muội                                  | Khương Ngọc, Tô Gia Tuấn                                                               | Thu Trang, Tiến Luật, Diệu Nhi, Khương Ngọc... | Hành động, Hài                         | |
| Lật mặt: Nhà có khách                                                 | Lý Hải                                                                                 | Huy Khánh, Katleen Phan Võ, Jay Quân, Mạc Văn Khoa, Lê Hoàng, Tiến Ngô, Lý Hải... | Hài, Kinh dị                           | |
| Ước hẹn mùa thu                                                       | Nguyễn Quang Dũng                                                                      | Trần Quốc Anh, Hoàng Oanh, Kay Trần, Nhan Phúc Vinh, Duy Khánh, Hoàng Phi... | Hài, Tình cảm                          | |
| Vợ ba                                                                 | Nguyễn Phương Anh (Ash Mayfair)                                                        | Nguyễn Phương Trà My, Trần Nữ Yên Khê, Lê Vũ Long, Lâm Thanh Mỹ, Như Quỳnh... | Chính kịch, Tâm lý                     | |
| Cà chớn, Anh đừng đi!                                                 | Đỗ Cường                                                                               | Xuân Phúc, Kiều Trinh, Trang Hí, Đức Hải... | Tâm lý, Tình cảm                       | |
| Tháng 5 để dành                                                       | Lê Hà Nguyên                                                                           | Xuân Hùng, Minh Trang, Đức Ngụy... | Tâm lý, Tình cảm                       | Chuyển thể từ tiểu thuyết "Ranh Giới" của tác giả Rain8x. |
| Vô gian đạo                                                           | Trần Việt Anh                                                                          | La Thành, Xuân Nghị, Huỳnh Anh, Lê Bình, Phương Dung, Võ Mỹ Phương, ALX Chan... | Hài                                    | Bộ phim được remake từ tác phẩm gốc "My name is Nobody" (tạm dịch: Thánh bịp vô danh) của điện ảnh Hồng Kông. |
| Thật tuyệt vời khi ở bên em                                           | Luk Vân                                                                                | Harry Lu, B Trần, Oanh Kiều... | Tình cảm                               | |
| Tìm chồng cho mẹ                                                      | Thủy Trần                                                                              | Vân Trang, Hà Việt Dũng, Hồng Đào, Minh Triệu, bé Khánh Như... | Hài, Tâm lý                            | |
| Những cánh én đầu tiên                                                | Lê Nguyên Bảo                                                                          | | Lịch sử, Phim tài liệu                 | Dựa trên trận chiến có thật đầu tiên của Không quân Việt Nam |
| Thưa mẹ con đi                                                        | Trịnh Đình Lê Minh                                                                     | Lãnh Thanh, Võ Điền Gia Huy, Hồng Đào, NSƯT Lê Thiện, Hồng Ánh, Kiều Trinh, Thanh Tú...                                                                                                  | Gia đình, Tâm lý                       | |
| Cha ma                                                                | Bá Vũ                                                                                  | Đan Trường, Phương Anh Đào, Ngọc Duyên, Chiêu Nghi... | Kinh dị                                | |
| Cậu chủ ma cà rồng                                                    | Trần Nhân Kiên                                                                         | Trương Minh Thảo, Võ Đặng Duy Luân, Nhật Hạ, Trúc Mây, Lâm Hương Giang... | Tình cảm, Viễn tưởng                   | |
| Anh thầy ngôi sao                                                     | Đức Thịnh                                                                              | Huyme (Thành Phạm), Miu Lê, Đức Thịnh, Nguyễn Minh Chiến, Mai Cát Vi, Ngân Chi,... | Hài                                    | Bộ phim được remake từ tác phẩm gốc "My Teacher, Mr. Kim" (tạm dịch: Thầy Kim về trường làng) của điện ảnh Hàn Quốc. |
| Ngôi nhà bươm bướm                                                    | Huỳnh Tuấn Anh                                                                         | NSƯT Thành Lộc, Quang Minh, Hoàng Yến Chibi, Liên Bỉnh Phát, Hồng Đào... | Hài                                    | Dựa trên vở kịch La Cage aux Folles của Pháp. |
| Người lạ ơi                                                           | Trương Chí Bình                                                                        | NSƯT Mỹ Duyên, Karik (Phạm Hoàng Khoa), Thùy Anh, Trịnh Thảo, Trương Thế Vinh... | Hài, Lãng mạn                          | |
| Siêu quậy có bầu                                                      | Nguyễn Quốc Duy                                                                        | Đỗ An, Han Sara, Tùng Maru, Đức Thịnh, NSND Hồng Vân... | Hài, Lãng mạn                          | |
| Trời sáng rồi, ta đi ngủ thôi                                         | Chung Chí Công                                                                         | Hà Quốc Hoàng, Trần Lê Thúy Vy... | Lãng mạn, Nhạc kịch                    | |
| Truyện ngắn                                                           | Cao Trung Hiếu                                                                         | NSƯT Chiều Xuân, Liên Bỉnh Phát, Phương Anh Đào, Võ Điền Gia Huy, Lâm Thanh Mỹ, Hà Anh Tuấn...                                                                                           | Nhạc kịch                              | |
| Nhân duyên: Người yêu tiền kiếp                                       | Luk Vân                                                                                | Midu, Trịnh Thăng Bình... | Giả tưởng, Lãng mạn                    | |
| Thất sơn tâm linh                                                     | Hàm Trần                                                                               | Hoàng Yến Chibi, Quang Tuấn, Đinh Y Nhung, Thanh Tú, Lâm Thanh Mỹ... | Kinh dị                                | |
| Bắc kim thang                                                         | Trần Hữu Tấn                                                                           | Trịnh Tài, Duy Phương, Bích Hằng, Hữu Tiến, Minh Hy... | Kinh dị                                | |
| Pháp sư mù                                                            | Lý Minh Thắng, Huỳnh Lập (đồng đạo diễn)                                               | Huỳnh Lập, Quang Trung, Hạnh Thảo, Đại Nghĩa, Việt Hương, Khả Như, Lê Giang, Phương Thanh...                                                                                             | Tâm linh, Hài                          | |
| Hoa hậu giang hồ                                                      | Lương Mạnh Hải                                                                         | Minh Tú, NSND Hồng Vân, Hồng Đào, Hải Triều, Cao Thiên Trang, Quỳnh Châu, Quỳnh Anh, Ngọc Anh, Tiko Tiến Công...                                                                         | Tâm lý                                 | |
| Ngốc ơi tuổi 17                                                       | Chu Thiện, Đinh Tuấn Vũ                                                                | Nguyễn Trúc Anh, Minh Khải... | Hài, Tình cảm                          | |
| Anh trai yêu quái                                                     | Vũ Ngọc Phượng                                                                         | Kiều Minh Tuấn, Isaac, Diệu Nhi, Phi Phụng... | Gia đình, Hài                          | Bộ phim được remake từ tác phẩm gốc "My Annoying Brother" (tạm dịch: Anh tôi vô số tội) của điện ảnh Hàn Quốc. |
| Oppa, Phiền quá nha!                                                  | Hwang Kyung Sung                                                                       | Hari Won, Park Jung Min, NSND Ngọc Giàu, NSND Hồng Vân, Hoàng Sơn... | Hài, Lãng mạn                          | |
| Chị chị em em                                                         | Kathy Uyên                                                                             | Thanh Hằng, Chi Pu, Lãnh Thanh... | Chính kịch, Giật gân                   | |
| Mắt biếc                                                              | Victor Vũ                                                                              | Trần Nghĩa, Nguyễn Trúc Anh, Trần Phong, Đỗ Khánh Vân, Nguyễn Lâm Thảo Tâm... | Tâm lý, Tình cảm                       | Chuyển thể từ tác phẩm cùng tên của nhà văn Nguyễn Nhật Ánh. |

### Thập niên 2020
| Tên phim                                      | Đạo diễn                                                  | Diễn viên | Thể loại                       | Chính thức khởi chiếu                       |
| 2020                                          | 2020                                                      | 2020 | 2020                           | 2020                                        |
| --------------------------------------------- | --------------------------------------------------------- | --- | ------------------------------ | ------------------------------------------- |
| Đôi mắt âm dương                              | Nhất Trung                                                | Thu Trang, Quốc Trường, Bảo Thanh, NSND Ngọc Giàu, Trung Dân... | Tâm lý, Kinh dị                | 25 tháng 1 năm 2020 (Mùng 1 tết Nguyên đán) |
| 30 chưa phải tết                              | Nguyễn Quang Huy                                          | NSND Việt Anh, NSND Hồng Vân, Trường Giang, Mạc Văn Khoa, Tấn Beo, Đức Phúc, Phương Thanh... | Hài                            | 25 tháng 1 năm 2020 (Mùng 1 tết Nguyên đán) |
| Gái già lắm chiêu 3                           | Bảo Nhân, Nam Cito                                        | Ninh Dương Lan Ngọc, NSND Hồng Vân, NSND Lê Khanh, Jun Vũ, Lê Xuân Tiền... | Hài, Lãng mạn                  | 25 tháng 1 năm 2020 (Mùng 1 tết Nguyên đán) |
| Tiền nhiều để làm gì                          | Lưu Huỳnh                                                 | Hiệp Gà, Hà Việt Dũng, YaYa Trương Nhi, Cao Thái Hà, Phước Sang... | Hài                            | 25 tháng 1 năm 2020 (Mùng 1 tết Nguyên đán) |
| Sắc đẹp dối trá                               | Kay Nguyễn                                                | Hương Giang, Phát La, Tuấn Trần, Puka, NSND Kim Xuân, NSƯT Hữu Châu, Karen Nguyễn, Lệ Hằng, Đông Kha,... | Hài, Hành động                 | 14 tháng 2 năm 2020                         |
| Cuốc xe nửa đêm                               | Nguyễn Nguyên Hoàng                                       | Hoàng Yến Chibi, Quách Ngọc Tuyên, Nam Long, Trương Minh Quốc Thái, Phước Sang, Doãn Quốc Đam... | Tình cảm, Hành động            | 28 tháng 2 năm 2020                         |
| Nắng 3: Lời hứa của cha                       | Đồng Đăng Giao                                            | Kiều Minh Tuấn, Khả Như, Oanh Kiều, Ngân Chi, NSƯT Hữu Châu... | Tình cảm, Hài                  | 6 tháng 3 năm 2020                          |
| Truyền thuyết về Quán Tiên                    | Đinh Tuấn Vũ                                              | Thúy Hằng, Hồ Minh Khuê, Hoàng Mai Anh... | Chiến tranh                    | 22 Tháng 5 năm 2020                         |
| Tôi là não cá vàng                            | Lê Hướng Nam                                              | Khánh Hiền, Thu Trang, La Thành, Tuấn Trần, Kiều Minh Tuấn... | Hài, Lãng mạn                  | 5 tháng 6 năm 2020                          |
| Sky Tour Movie                                | M-TP Entertainment                                        | Sơn Tùng M-TP... | Âm nhạc, Tài liệu              | 12 tháng 6 năm 2020                         |
| Những cô vợ hành động                         | Nguyễn Thành Vinh                                         | FAPtv (Huỳnh Phương, Thái Vũ, Vinh Râu), Phan Hoàng Kim, Mai Thuý Vy, Quỳnh Thư, Long Đẹp Trai... | Lãng mạn, Hài                  | 26 tháng 6 năm 2020                         |
| Bằng chứng vô hình                            | Trịnh Đình Lê Minh                                        | Phương Anh Đào, Quang Tuấn, Đỗ Nhật Trường, Ái Phương... | Hồi hộp, Tâm lý                | 10 tháng 7 năm 2020                         |
| Đỉnh sương mù                                 | Phan Anh, Peter Phạm (đạo diễn võ thuật)                  | Peter Phạm, Simon Kook, Thạch Kim Long, Công Ninh, Phạm Huy Thục,... | Hành động                      | 24 tháng 7 năm 2020                         |
| Vô diện sát nhân                              | Đinh Công Hiếu                                            | Phương Anh Đào, Quách Ngọc Tuyên, Hiếu Nguyễn, Oanh Kiều,... | Kinh dị                        | 26 tháng 8 năm 2020                         |
| Ròm                                           | Trần Thanh Huy                                            | Trần Anh Khoa, Anh Tú Wilson, Wowy, Cát Phượng, Mai Thế Hiệp, Thanh Tú, Hải Triều... | Hành động, Hồi hộp             | 25 tháng 9 năm 2020                         |
| Sài Gòn trong cơn mưa                         | Lê Minh Hoàng                                             | Lương Anh Vũ (Alvin Lu), Hồ Thu Anh, Hồ Minh Ngọc, Hồ Thành Trung, Việt Linh... | Tình cảm                       | 6 tháng 11 năm 2020                         |
| Thang máy                                     | Peter Mourougaya                                          | Yu Dương, Kiều Trinh, Xuân Hiệp, Tống Yến Nhi, Mai Bích Trâm... | Kinh dị                        | 6 tháng 11 năm 2020                         |
| Chồng người ta                                | Nguyễn Hữu Tiến                                           | Yaya Trương Nhi, Trịnh Xuân Nhãn, Phạm Thanh Trúc... | Tâm lý, Tình cảm               | 20 tháng 11 năm 2020                        |
| Tiệc trăng máu                                | Nguyễn Quang Dũng                                         | Thái Hoà, Đức Thịnh, Hồng Ánh, Kaity Nguyễn, Kiều Minh Tuấn, Hứa Vĩ Văn, Thu Trang ,... | Hài, Chính kịch                | 20 tháng 11 năm 2020                        |
| Trái tim quái vật                             | Tạ Nguyên Hiệp                                            | Hoàng Thùy Linh, BB Trần, Hứa Vĩ Văn, Trịnh Thăng Bình, Hạnh Thúy, Kay Trần... | Hồi hộp, Tâm lý                | 20 tháng 11 năm 2020                        |
| Bí mật của gió                                | Nguyễn Phan Quang Bình                                    | NSƯT Hữu Châu, NSƯT Ngọc Hiệp, Quốc Anh, Khả Ngân, Hoàng Yến Chibi, Yu Dương, Phi Phụng, Long Đẹp Trai... | Tình cảm                       | 27 tháng 11 năm 2020                        |
| Hoa Phong Nguyệt Vũ                           | Phạm Thanh Hải, Peter Phạm (đạo diễn võ thuật)            | Peter Phạm, Lê Thu An, Hải Ngân Brianna, Hồ Quang Mẫn, Tuấn Zoi, Ellie Mễ Tiên | Trinh thám, Kinh dị, Hành động | 4 tháng 12 năm 2020                         |
| Chị Mười Ba: 3 ngày sinh tử                   | Võ Thanh Hòa                                              | Thu Trang, Tiến Luật, Kiều Minh Tuấn, Anh Tú, La Thành, Thanh Tân, Trương Minh Quốc Thái, Phát La, Châu Bùi... | Hành động                      | 25 tháng 12 năm 2020                        |
| Người cần quên phải nhớ                       | Đỗ Đức Thịnh                                              | Hoàng Yến Chibi, Trần Ngọc Vàng, Huyme, Karen Nguyễn, Thái Hòa, Xuân Phúc, Thanh Thúy... | Hành động, Hài, Tình cảm       | 25 tháng 12 năm 2020                        |
| Võ sinh đại chiến                             | Bá Cường, Peter Phạm (đạo diễn võ thuật)                  | Tiến Hoàng, Katleen Phan Võ, Gi A Nguyễn, Duy Khánh, Cris Phan, MLee... | Tình cảm, Võ thuật, Hài hước   | 31 tháng 12 năm 2020                        |
| 2021                                          |                                                           | |                                |                                             |
| Cậu vàng                                      | Trần Vũ Thủy                                              | NS Viết Liên, NSƯT Hữu Châu, NSƯT Chiều Xuân, Băng Di, Will, Trần Lê Nam, Trần Doãn Hoàng, Bích Ngọc, Thanh Hoa, Thanh Bình, Chiến Thắng... | Chính kịch                     | 8 tháng 1 năm 2021                          |
| Em là của em                                  | Lê Thiện Viễn                                             | Ngô Kiến Huy, Jessica Hoàng Anh, Maya, Hứa Vĩ Văn, Khả Như, Hoàng Phi... | Tình cảm, Hài                  | 8 tháng 1 năm 2021                          |
| Gái già lắm chiêu V: Những cuộc đời vương giả | Nam Cito, Bảo Nhân                                        | NSND Hoàng Dũng, NSND Lê Khanh, NSND Hồng Vân, Kaity Nguyễn, Khương Lê... | Hài, Lãng mạn                  | 5 tháng 3 năm 2021                          |
| Bố già                                        | Trấn Thành, Vũ Ngọc Đãng                                  | Trấn Thành, Ngọc Giàu, Tuần Trần, Ngân Chi, Lê Giang, Hoàng Mèo, Lan Phương, La Thành, Lê Trang, Quốc Khánh | Tâm lý gia đình                | 12 tháng 3 năm 2021                         |
| Lật mặt: 48h                                  | Lý Hải                                                    | Võ Thành Tâm, Ốc Thanh Vân, Huỳnh Đông, Mạc Văn Khoa, Quách Ngọc Tuyên, Lê Hạ Anh, Bé Bảo Thy, Tiết Cương, Huỳnh ChillHuyn... | Hài, Hành động                 | 16 tháng 4 năm 2021                         |
| Kiều                                          | Mai Thu Huyền                                             | Trình Mỹ Duyên, Cao Thái Hà, Lê Thu An... | Chính kịch                     | 9 tháng 4 năm 2021                          |
| Thiên thần hộ mệnh                            | Victor Vũ                                                 | Trúc Anh, Salim, Amee, Samuel An... | Kinh dị, Tâm lý                | 30 tháng 4 năm 2021                         |
| Rừng thế mạng                                 | Trần Hữu Tấn                                              | Huỳnh Thanh Trực, Trần Phong, Thùy Anh, Thùy Dương, Lê Quang Vinh, Nguyễn Phước Lộc... | Phiêu lưu                      | 31 tháng 12 năm 2021                        |
| 2022                                          |                                                           | |                                |                                             |
| Trạng Tí phiêu lưu ký                         | Phan Gia Nhật Linh                                        | Hữu Khang, Neko Bảo Tiên, NSƯT Trung Anh, Hiếu Hiền, Phi Phụng | Giả tưởng, Gia đình            | 1 tháng 2 năm 2022 (Mùng 1 tết Nguyên đán)  |
| Chìa khóa trăm tỷ                             | Võ Thanh Hòa                                              | Thu Trang, Kiều Minh Tuấn, Jun Vũ, Bùi Anh Tú, NSND Kim Xuân | Hài                            | 1 tháng 2 năm 2022 (Mùng 1 tết Nguyên đán)  |
| 1990                                          | Nhật Trung                                                | Ninh Dương Lan Ngọc, Nhã Phương, Diễm My, Mạc Văn Khoa, Quang Tuấn | Hài, Lãng mạn                  | 1 tháng 2 năm 2022 (Mùng 1 tết Nguyên đán)  |
| Nhà không bán                                 | Hoàng Tuấn Cường                                          | NSND Kim Xuân, Việt Hương, Hữu Tín, Hạnh Thúy, Nam Em | Kinh dị, Chính kịch, Gia đình  | 1 tháng 2 năm 2022 (Mùng 1 tết Nguyên đán)  |
| Mưu kế thượng lưu                             | Trần Bửu Lộc                                              | Thiên An, Bùi Anh Tú, Quỳnh Lương, Bảo Anh, Lê Tam Triều Dâng | Chính kịch, Giật gân           | 3 tháng 2 năm 2022 (Mùng 3 tết Nguyên đán)  |
| Bẫy ngọt ngào                                 | Đinh Hà Uyên Thư                                          | Bảo Anh, Quốc Trường, Minh Hằng, Diệu Nhi, Thuận Nguyễn | Chính kịch                     | 11 tháng 2 năm 2022                         |
| Chuyện ma gần nhà                             | Trần Hữu Tấn                                              | Mạc Can, Vân Trang, Khả Như, Hữu Tiến, Huỳnh Thanh Trực, Huỳnh Như ,Đan, Trịnh Tài, Lê Bê La, NSƯT Ngọc Hiệp, | Kinh dị                        | 11 tháng 2 năm 2022                         |
| Người lắng nghe                               | Khoa Nguyễn                                               | Quang Sự, Oanh Kiều, Phạm Quỳnh Anh, Quốc Cường, Hồng Ân | Kinh dị, Giật gân              | 4 tháng 3 năm 2022                          |
| Bóng đè                                       | Lê Văn Kiệt                                               | Quang Tuấn, Mai Cát Vi, Lâm Thanh Mỹ, Diệu Nhi | Kinh dị                        | 18 tháng 3 năm 2022                         |
| Mến gái miền tây                              | Võ Đăng Khoa                                              | Đại Nghĩa, Lê Giang, Hoài Linh, Võ Đăng Khoa, Nguyễn Anh Tú | Chính kịch, Gia đình           | 18 tháng 3 năm 2022                         |
| Đêm tối rực rỡ!                               | Aaron Toronto                                             | Nhã Uyên, Kiến An, Phương Dung, Huỳnh Đông, Xuân Trang | Chính kịch, Gia đình           | 8 tháng 4 năm 2022                          |
| Qua bển làm chi                               | Nguyễn Trung Cang                                         | Thuận Nguyễn, Quang Minh, Duy Khánh, Phương Titi | Hài, Lãng mạn                  | 8 tháng 4 năm 2022                          |
| Mỹ nhân thần sách                             | Nguyễn Phương                                             | Nanon Korapat, Việt Linh, Minh Beta, Trúc Anh Burin, Thiên Nga | Hài, Chính kịch                | 15 tháng 4 năm 2022                         |
| Ê, ông già yêu ha!                            | Trần Thoại Chương                                         | Ribi Sachi, Trương Minh Thảo, Sella Trương, Quốc Cường, Quách Ngọc Tuyên | Lãng mạn, Chính kịch           | 15 tháng 4 năm 2022                         |
| Những cô vợ hành động                         | Nguyễn Thành Vinh                                         | Huỳnh Phương, Thái Vũ, Vinh Râu, Quỳnh Thư, Phan Hoàng Kim | Hài                            | 29 tháng 4 năm 2022                         |
| Nghề siêu dễ                                  | Võ Thanh Hòa                                              | Hứa Vỹ Văn, Thu Trang, Kiều Minh Tuấn, Tiến Luật, Quang Tuấn | Hài, Chính ịch                 | 29 tháng 4 năm 2022                         |
| Maika - Cô bé đến từ hành tinh khác           | Hàm Trần                                                  | Ngọc Tưởng, Trường Phú, Chu Diệp Anh | Gia đình, Bí ẩn, Hài           | 27 tháng 5 năm 2022                         |
| 578: Phát đạn của kẻ điên                     | Lương Đình Dũng                                           | H'Hen Niê, Trương Ngọc Tình, Hà Văn Hiếu, Phạm Anh Tuấn | Hành động, Chính kịch          | 20 tháng 5 năm 2022                         |
| Em và Trịnh                                   | Phan Gia Nhật Linh                                        | Trần Lực, Avin Lu, Lan Thy, Hoàng Hà, Bùi Lan Hương... | Chính kịch, Âm nhạc            | 17 tháng 6 năm 2022                         |
| Trịnh Công Sơn                                | Phan Gia Nhật Linh                                        | Trần Lực, Avin Lu, Lan Thy, Hoàng Hà, Bùi Lan Hương... | Chính kịch, Âm nhạc            | 17 tháng 6 năm 2022                         |
| Kẻ đào mồ                                     | Công Hậu                                                  | Trương Thị May, Nhất Duy, Đức Hải, Ngọc Trai, Bảo Anh | Chính kịch                     | 1 tháng 7 năm 2022                          |
| Là mây trên bầu trời của ai đó                | Thanadet Pradit                                           | August Vachiravit, Ngọc Lan Vy | Hài, Lãng mạn                  | 22 tháng 7 năm 2022                         |
| Dân chơi không sợ con rơi                     | Huỳnh Đông                                                | Tiến Luật, Bảo Thi, Vân Trang, Huỳnh Phương | Hài, Gia đình                  | 29 tháng 7 năm 2022                         |
| Duyên ma                                      | Khánh Toàn, Tâm Nguyễn                                    | Ngọc Trinh, Kiều Minh Tuấn | Hài, Chính kịch, Kinh dị       | 12 tháng 8 năm 2022                         |
| Vô diện sát nhân                              | Đinh Công Hiếu                                            | Phương Anh Đào, Quách Ngọc Tuyên, Hiếu Nguyễn, Oanh Kiều | Kinh dị, Sát nhân              | 26 tháng 8 năm 2022                         |
| Cù lao xác sống                               | Nguyễn Thành Nam                                          | Huỳnh Đông, Ốc Thanh Vân, Lê Lộc, Trần Phong, La Thành | Chính kịch, Kinh dị            | 1 tháng 9 năm 2022                          |
| Trò chơi tử thần                              | Kazuhisa Yusa                                             | Ngô Kiến Huy, Hoàng Yến Chibi, Nguyễn Thùy Anh, Katleen Phan Võ | Kinh dị                        | 23 tháng 9 năm 2022                         |
| Mười: Lời nguyền trở lại                      | Hằng Trịnh                                                | Chi Pu, Rima Thanh Vy, Hồng Ánh, Bình Minh, Anh Thư | Kinh dị, Chính kịch            | 30 tháng 9 năm 2022                         |
| Cô gái từ quá khứ                             | Namcito, Bảo Nhân                                         | Ninh Dương Lan Ngọc, Kaity Nguyễn, Phương Lan, Thoại Tiên, Nguyễn Thùy Anh | Lãng mạn, Chính kịch           | 14 tháng 10 năm 2022                        |
| Virus cuồng loạn                              | Nguyễn Ngọc Nhất Duy                                      | Ramani Raja, Bích Ngọc, Gia Bảo | Sát nhân, Chính kịch           | 28 tháng 10 năm 2022                        |
| Huyền sử vua Đinh                             | Anthony Võ                                                | Anh Tài, Sala Uyên Trinh, Ngô Tiến Thành | Lịch sử                        | 18 tháng 11 năm 2022                        |
| Hạnh phúc máu                                 | Nguyễn Chung                                              | NSND Kim Xuân, Hữu Tài, Dược Sĩ Tiến | Chính kịch, Kinh dị            | 25 tháng 11 năm 2022                        |
| Tro tàn rực rỡ                                | Bùi Thạc Chuyên                                           | Phương Anh Đào, Quang Tuấn, Hạnh Thúy, NSƯT Ngọc Hiệp... | Lãng mạn, Chính kịch           | 2 tháng 12 năm 2022                         |
| Đảo độc đắc - Tử mẫu Thiên linh cái           | Lê Bình Giang                                             | Sam, Trần Tiểu Vy, Phương Lan, Trần Nghĩa, Trần Phong, Minh Dự | Chính kịch, Kinh dị, Sát nhân  | 23 tháng 12 năm 2022                        |
| Thanh Sói: Cúc dại trong đêm                  | Ngô Thanh Vân                                             | Rima Thanh Vy, Tóc Tiên, Thuận Nguyễn, Song Luân, Đồng Ánh Quỳnh | Hành động, Chính kịch          | 30 tháng 12 năm 2022                        |
| 2023                                          |                                                           | |                                |                                             |
| Nhà bà Nữ                                     | Trấn Thành                                                | NSND Ngọc Giàu, NSƯT Việt Anh, Lê Giang, Trấn Thành, Khả Như, Lê Dương Bảo Lâm, Song Luân, Huỳnh Uyển Ân,... | Chính kịch, Gia đình           | 22 tháng 1 năm 2023 (Mùng 1 tết Nguyên đán) |
| Chị chị em em 2                               | Vũ Ngọc Đãng                                              | Minh Hằng, Ngọc Trinh, Kim Phương, Lê Giang, Ngọc Nga, Cao Thiên Trang, Trà Ngọc, Lê Trang,... | Hài, Chính kịch                | 22 tháng 1 năm 2023 (Mùng 1 tết Nguyên đán) |
| Vong nhi                                      | Hoàng Tuấn Cường                                          | Lê Phương, Quốc Huy, Nhật Kim Anh, NSƯT Hạnh Thúy, Lê Trang,... | Kinh dị, Tâm lý, Chính kịch    | 3 tháng 2 năm 2023                          |
| Siêu lừa gặp siêu lầy                         | Võ Thanh Hòa                                              | Bùi Anh Tú, Mạc Văn Khoa, Nhật Trung, Ngọc Phước,... | Hài, Chính kich                | 3 tháng 3 năm 2023                          |
| Khi ta hai lăm                                | Luk Vân                                                   | Midu, Lê Dương Bảo Lâm, Phú Thịnh, Lãnh Thanh, Đỗ Nhật Trường, Him Phạm, Tiko Tiến Công, Long Hoàng,... | Tâm lý, Hài,Tình Cảm           | 3 tháng 3 năm 2023                          |
| Biệt đội rất ổn                               | Tạ Nguyên Hiệp                                            | Hứa Vĩ Văn, Lê Khánh, Quang Tuấn, Hoàng Oanh, Võ Tấn Phát, Nguyên Thảo, Ngọc Phước, Ngọc Hoa,... | Hài                            | 31 tháng 3 năm 2023                         |
| Tri âm The Movie: Người giữ thời gian         | Mỹ Tâm, Tạ Nguyên Hiệp                                    | Mỹ Tâm | Tài liệu, Âm nhạc              | 8 tháng 4 năm 2023                          |
| Con Nhót Mót Chồng                            | Vũ Ngọc Đãng                                              | Thái Hòa, Thu Trang, Tiến Luật, NSND Hồng Vân, Huỳnh Phương, Vinh Râu, Thái Vũ,... | Hài, Tình cảm, Gia đình        | 28 tháng 4 năm 2023                         |
| Lật mặt 6: Tấm vé định mệnh                   | Lý Hải                                                    | Quốc Cường, Trung Dũng, Huy Khánh, Thanh Thức, Tạ Lâm, Huỳnh Thi, Diệp Bảo Ngọc,... | Hành động, Chính kịch          | 28 tháng 4 năm 2023                         |
| Fanti                                         | Andy Nguyễn                                               | Nguyễn Lâm Thảo Tâm, Hồ Thu Anh, NSND Lê Khanh, Công Dương, Võ Điền Gia Huy,... | Tâm lý, Giật gân               | 28 tháng 7 năm 2023                         |
| Bên trong vỏ kén vàng                         | Phạm Thiên Ân                                             | Lê Phong Vũ, Nguyễn Thị Trúc Quỳnh, Nguyễn Thịnh, Vũ Ngọc Mạnh | Chính kịch                     | 11 tháng 8 năm 2023                         |
| Kẻ ẩn danh                                    | Trần Trọng Dần                                            | Mạc Văn Khoa, Quốc Trường, Kiều Minh Tuấn, Vân Trang,... | Hành động, Võ thuật, Hài       | 25 tháng 8 năm 2023                         |
| Bến phà xác sống                              | Nguyễn Thành Nam                                          | Huỳnh Đông, Ốc Thanh Vân, Trần Phong, La Thành, Xuân Nghị,... | Kinh dị, Hành động             | 1 tháng 9 năm 2023                          |
| Chạm vào hạnh phúc 3                          | Mai Long                                                  | NSND Như Quỳnh, NSƯT Quang Tèo, NSƯT Hồ Phong, NSƯT Đới Anh Quân, NSƯT Tú Oanh, Quách Thu Phương, Thanh Hương, Chiến Thắng, Quang Lâm, Mai Long, Quyên Qui, Quang Thuận | Gia đình, Tình cảm             | 1 tháng 9 năm 2023                          |
| Giao Lộ 8675                                  | Tân DS                                                    | Isaac, Rocker Nguyễn, La Thành, Emma Lê, Lợi Trần, Ngọc Hồ | Hài, Hành Động, Tình cảm       | 6 tháng 10 năm 2023                         |
| Đất rừng phương Nam                           | Nguyễn Quang Dũng                                         | Trấn Thành, NSƯT Công Ninh, Hứa Vĩ Văn, Tuấn Trần, Mai Tài Phến, Hồng Ánh,... | Tâm lý, Chính kịch             | 16 tháng 10 năm 2023                        |
| Người vợ cuối cùng                            | Victor Vũ                                                 | Kaity Nguyễn, Thuận Nguyễn,NSƯT Quang Thắng, NSƯT Kim Oanh, Đinh Ngọc Diệp, Anh Dũng, Quốc Huy | Tâm lý, Tình cảm               | 3 tháng 11 năm 2023                         |
| Chiếm đoạt                                    | Thắng Vũ                                                  | Miu Lê, Phương Anh Đào, Karik, Lãnh Thanh... | Hồi hộp, Tâm lý                | 24 tháng 11 năm 2023                        |
| Kẻ ăn hồn                                     | Trần Hữu Tấn                                              | Hoàng Hà, Võ Điền Gia Huy, Huỳnh Thanh Trực, NSƯT Chiều Xuân, Nghệ sĩ Viết Liên, NSND Ngọc Thư, Nguyễn Hữu Tiến, Nguyễn Phước Lộc, Nghinh Lộc, Lý Hồng Ân, Vũ Đức Ngọc | Kinh dị                        | 15 tháng 12 năm 2023                        |
| Trên bàn nhậu dưới bàn mưu                    | TIEN M.NGUYEN                                             | Kiều Minh Tuấn, Diệu Nhi, Khả Như, Thúy Ngân, Trần Ngọc Vàng, Xuân Nghị | Hài                            | 29 tháng 12 năm 2023                        |
| Quỷ cẩu                                       | Lưu Thành Luân                                            | Quang Tuấn, Mie, NSND Kim Xuân, Vân Dung, Quốc Quân, Kiến An, Đào Anh Tuấn, Nam Thư, NSƯT Hạnh Thúy... | Kinh dị                        | 29 tháng 12 năm 2023                        |
| 2024                                          |                                                           | |                                |                                             |
| Mai                                           | Trấn Thành                                                | Tuấn Trần, Phương Anh Đào, Trấn Thành, NSND Ngọc Giàu, Quốc Khánh, Uyển Ân, Hồng Đào, Khả Như, Anh Phạm, Thanh Hằng, Anh Đức... | Tâm lý, tình cảm               | 10 tháng 2 năm 2024 (Mùng 1 tết Nguyên đán) |
| Gặp lại chị bầu                               | Nhất Trung                                                | Anh Tú Atus, Diệu Nhi, Ngọc Phước, Quốc Khánh, Lê Giang... | Hài tình cảm                   | 10 tháng 2 năm 2024 (Mùng 1 tết Nguyên đán) |
| Đào, phở và piano                             | Phi Tiến Sơn                                              | Doãn Quốc Đam, Cao Thị Thùy Linh, Trần Lực, Tuấn Hưng, Thiện Hùng, Trung Hiếu, Anh Tuấn, Nguyệt Hằng, Xuân Hồng, Văn Lượng, Phạm Minh Quang, Tùng Lee, Hải Quân, Tiến Lợi, Ngọc Ánh, Thùy Trang, Bùi Hải Vy, Nguyễn Diệu Thúy...                                                                      | Lịch sử                        | 10 tháng 2 năm 2024 (Mùng 1 tết Nguyên đán) |
| Hồng hà nữ sĩ                                 | Nguyễn Đức Việt                                           | Anh Đào, Nguyễn Văn Toàn, NSND Trung Anh, NSND Lê Khanh, Vĩnh Xương, Thu Hường... | Lịch sử                        | 24 tháng 2 năm 2024                         |
| Quý cô thừa kế 2                              | Hoàng Duy                                                 | Trang Nhung, Huy Khánh, Hứa Minh Đạt, Lâm Vỹ Dạ, Thanh Trâm, ... | Tâm lý, tình cảm               | 8 tháng 3 năm 2024                          |
| Sáng đèn                                      | Hoàng Tuấn Cường                                          | NSƯT Hữu Châu, Kim Tử Long, NSND Hồng Vân, NSƯT Lê Thiện, Kim Huyền, Cao Minh Đạt,Bạch Công Khanh, Bạch Long, Lê Phương, Chí Tâm... | Hài tình cảm                   | 22 tháng 3 năm 2024                         |
| Đoá hoa mong manh                             | Mai Thu Huyền                                             | Maya, Mai Thu Huyền, Quốc Cường, Danh ca Nhật Hạ, Trizzie Phương Trinh, Baggio Saetti, Đức Tiến, Nguyễn Anh Dũng, Jacqueline Thu Thảo... | Tâm lí                         | 12 tháng 04 năm 2024                        |
| B4S – Trước giờ "Yêu"                         | Michael Thái, Tùng Leo, Huỳnh Anh Duy, Phan Gia Nhật Linh | Jun Vũ, Tôn Kinh Lâm, Khánh Vân, Khazsak... | Hài tình cảm                   | 19 tháng 4 năm 2024                         |
| Cái giá của hạnh phúc                         | Nguyễn Ngọc Lâm                                           | Thái Hòa, Xuân Lan, Lâm Thanh Nhã, Uyển Ân, Quang Minh... | Tâm lý                         | 19 tháng 4 năm 2024                         |
| Lật mặt 7: Một điều ước                       | Lý Hải                                                    | Trâm Anh, Lê Thu, Đắc Tín, Thái Vũ, Ceri, Bảo Tiên, Hồng Anh, Ngân Chi, Hoàng Long... | Tâm lý, hài, kịch tính         | 26 tháng 4 năm 2024                         |
| Án mạng lầu 4                                 | Nguyễn Hữu Tuấn                                           | Trương Thế Vinh, Lương Bích Hữu... | Tâm lý, giật gân               | 17 tháng 5 năm 2024                         |
| Móng vuốt                                     | Lê Thanh Sơn                                              | Công Ninh, Tuấn Trần, Rocker Nguyen, Naomi, Ceri, Quốc Khánh, Nguyễn Lâm Thảo Tâm... | Tâm lý, giật gân, hành động    | 7 tháng 6 năm 2024                          |
| Mùa hè đẹp nhất                               | Vũ Khắc Tuận                                              | Khánh Vân, Công Dương, Minh Dự, Trần Nghĩa, NSND Thanh Nam, NSND Việt Anh, Công Ninh, Đức Sơn, Hồng Ánh... | Hài tình cảm                   | 28 tháng 6 năm 2024                         |
| Ma da                                         | Nguyễn Hữu Hoàng                                          | Việt Hương, Dạ Chúc, NSƯT Thành Lộc, Trung Dân, NSƯT Diệu Đức, Cẩm Ly, Minh Khang... | Kinh dị                        | 16 tháng 8 năm 2024                         |
| Làm giàu với ma                               | Trung Lùn                                                 | Tuấn Trần, Quang Minh, Hoàng Phi, Hoài Linh, NSƯT Hữu Châu, Diệp Bảo Ngọc, Lê Giang... | Hài/chính kịch                 | 30 tháng 8 năm 2024                         |
| Hai Muối                                      | Vũ Thành Vinh                                             | Quyền Linh, Công Ninh, NSND Hồng Vân, NSND Việt Anh, Minh Luân, Kiều Oanh, Trần Kim Hải, | Tâm lí/chính kịch              | 30 tháng 8 năm 2024                         |
| Cám                                           | Trần Hữu Tấn                                              | Thúy Diễm, Lâm Thanh Mỹ, Rima Thanh Vy, NSƯT Hạnh Thúy, NSƯT Ngọc Hiệp, Mai Thế Hiệp, Quốc Cường, Doãn Hoàng, Nguyễn Phước Lộc, Trần Thiên Tú, SyNi Trang, Hải Nam... | Kinh dị                        | 20 tháng 9 năm 2024                         |
| Domino: Lối thoát cuối cùng                   | Nguyễn Phúc Huy Cương                                     | Henry Nguyễn, Thuận Nguyễn, Quốc Cường, Huỳnh Anh Tuấn, Cát Hạ... | Tâm lí/Hành Động/Giật gân,     | 11 tháng 10 năm 2024                        |
| Cô dâu hào môn                                | Vũ Ngọc Đãng                                              | Samuel An, Thu Trang, NSND Hồng Vân, Quỳnh Lương, Lê Giang, Kiều Minh Tuấn, Uyển Ân, Huy Anh, Minh Thảo... | Hài                            | 18 tháng 10 năm 2024                        |
| Biệt đội hot girl                             | Vĩnh Khương                                               | NSND Hoàng Dũng, Mr Kim, Yu ChU, Sam Sony, Bảo Uyên, Tuệ Minh, Thùy Trang, Ái Vân, Anna Linh, Hoàng Sơn... | Hài/Hành Động/tình cảm,        | 25 tháng 10 năm 2024                        |
| Ngày xưa có một chuyện tình                   | Trịnh Đình Lê Minh                                        | Anvi Lu, Ngọc Xuân, Đỗ Nhật Hoàng, Huỳnh Hạo Khang, Đỗ Kỳ Phong, Rima Thanh Vy, Xuân Nghị, Kiều Trinh, Mai Thế Hiệp, Tấn Thi, Ngân Quỳnh... | Tâm lý, tình cảm               | 1 tháng 11 năm 2024                         |
| Linh miêu: Quỷ nhập tràng                     | Lưu Thành Luân                                            | Nguyễn Thúc Thùy Tiên, Hồng Đào, Đoàn Minh Tài, Samuel An, Lê Văn Anh, Bảo Duy, Ngân Thảo, Thiên An,... | Kinh dị                        | 22 tháng 11 năm 2024                        |
| Công tử Bạc Liêu                              | Lý Minh Thắng                                             | Song Luân, Kaity Nguyễn, Đoàn Thiên Ân, Công Dương, NSƯT Thành Lộc, NSƯT Hữu Châu, Hứa Minh Đạt, | Lịch sử                        | 6 tháng 12 năm 2024                         |
| Chị dâu                                       | Khương Ngọc                                               | Việt Hương, Hồng Đào, Trung Dũng, Lê Khánh, Tuấn Khải, Ngọc Trinh, Khương Ngọc, Đinh Y Nhung... | Tâm lý/Hài                     | 20 tháng 12 năm 2024                        |
| Kính vạn hoa                                  | Võ Thanh Hòa                                              | Hùng Anh, Nhật Linh, Phương Duyên, Ngọc Trai, Vũ Long, Anh Đào, Lâm Vỹ Dạ, Hứa Minh Đạt, Đại Nghĩa, Trương Thế Vinh, Lê Lộc, Mạc Văn Khoa, NSƯT Thành Lộc, Trung Dân... | Hài, phiêu lưu                 | 23 tháng 12 năm 2024                        |
| 2025                                          |                                                           | |                                |                                             |
| Bộ tứ báo thủ                                 | Trấn Thành                                                | Trấn Thành, Lê Dương Bảo Lâm, Lê Giang, Uyển Ân, Trần Tiểu Vy, Quốc Anh, Kỳ Duyên... | Hài, tình cảm                  | 29 tháng 1 năm 2025 (Mùng 1 Tết Nguyên Đán) |
| Nụ hôn bạc tỷ                                 | Thu Trang                                                 | Thu Trang, Đoàn Thiên Ân, Tiến Luật, Võ Tấn Phát, Ma Ran Tô, Lê Xuân Tiền... | Hài, tình cảm                  | 29 tháng 1 năm 2025 (Mùng 1 Tết Nguyên Đán) |
| Yêu nhầm bạn thân                             | Nguyễn Quang Dũng, Diệp Thế Vinh                          | Thanh Sơn, Kaity Nguyễn, Trần Ngọc Vàng... | Hài, tình cảm                  | 29 tháng 1 năm 2025 (Mùng 1 Tết Nguyên Đán) |
| Đèn âm hồn                                    | Hoàng Nam                                                 | SyNi Trang, Chiều Xuân, Kiều Trinh, Thu Hương, Mạnh Cường, Quang Tèo, Hải Anh, Hoàng Kim Ngọc, Phạm Tuấn Anh, Trần Quang Minh, Phú Thịnh, Huỳnh Hạo Khang, Bé An Bình, Đình Khang... | Tâm lý, gia đình, kinh dị      | 7 tháng 2 năm 2025 (Mùng 10 Tết Nguyên Đán) |
| Nhà gia tiên                                  | Huỳnh Lập                                                 | Huỳnh Lập, Phương Mỹ Chi, Huỳnh Đông, Đào Anh Tuấn, Puka, Mai Thế Hiệp, Hạnh Thúy... | Hài, kinh dị                   | 21 tháng 2 năm 2025                         |
| Quỷ nhập tràng                                | Pom Nguyễn                                                | Khả Như, NSND Thanh Nam, Vân Dung, Hà Trung, Quang Tuấn... | Kinh dị                        | 7 tháng 3 năm 2025                          |
| Âm dương lộ                                   | Hoàng Tuấn Cường                                          | Bạch Công Khanh, Tuấn Dũng, Minh Hoàng, Đại Nghĩa, Hạnh Thúy, Lan Thy... | Kinh dị/Hài                    | 28 Tháng 3 năm 2025                         |
| Địa đạo: Mặt trời trong bóng tối              | Bùi Thạc Chuyên                                           | NSƯT Cao Minh, Diễm Hằng, Thái Hòa, Quang Tuấn, Anh Tú Wilson, Cao Sang Lê, Khánh Ly, Hoàng Minh Triết, Nhật Ý, Hồ Thu Anh... | Lịch sử                        | 4 tháng 04 năm 2025                         |
| Lật mặt 8: Vòng tay nắng                      | Lý Hải                                                    | Long Đẹp Trai, Tín Nguyễn, Bảo Ngọc, NSƯT Kim Phương, Tuyết Thu, NSƯT Hữu Châu, Ngân Quỳnh, Chiều Xuân, Kiều Trinh, Ngọc Tưởng, Quách Ngọc Tuyên, Tiết Cương, Đoàn Thế Vinh, Hồng Thu, Tín Nguyễn, Yuno BigBoi, Anh Tú Wilson, Bảo Ngọc, Rio Hạo Nhiên, Hồ Đông Quan, Cherry Hải My, Lê Tuấn Khang... | Chính kịch                     | 30 tháng 04 năm 2025                        |
| Thám tử Kiên: Kỳ án không đầu                 | Victor Vũ                                                 | Quốc Huy, Đinh Ngọc Diệp, Đoàn Minh Anh, Quốc Anh, Anh Phạm, NSND Mỹ Uyên, NSƯT Xuân Trang, Quốc Cường, Quốc Tân, Sỹ Toàn, Võ Điền Gia Huy... | Kinh dị                        | 30 tháng 04 năm 2025                        |
| Năm mười                                      | Tấn Hoàng Thông                                           | Huỳnh Tú Uyên, Trần Phong, Hoa Thảo, Trần Vân Anh, Nam Nam, Vương Thanh Tùng, Hồ Quang... | Kinh dị                        | 30 Tháng 5 năm 2025                         |
| Dưới đáy hồ                                   | Trần Hữu Tấn                                              | Kay Trần, Thanh Duy, Karen Nguyễn, Nguyễn Hữu Tiến, Nguyên Thảo, Mạc Trung Kiên, Lâm Hoàng Oanh, Đỗ Tuyển, Lâm Nguyễn, Quang Sơn... | Kinh dị                        | 6 Tháng 6 năm 2025                          |
| Út Lan: Oán linh giữ của                      | Trần Trọng Dần                                            | Mạc Văn Khoa, Quốc Trường, Mai Cát Vi, Phương Thanh, NSND Đào Bá Sơn, Đức Khuê... | Kinh dị                        | 20 Tháng 6 năm 2025                         |
| Ma không đầu                                  | Bùi Văn Hải                                               | Tiến Luật, Ngô Kiến Huy, NSND Hồng Vân, NSƯT Hữu Châu, Đại Nghĩa, Thanh Hương, Hoàng Mèo, Phi Phụng, Phan Vũ... | Kinh dị                        | 27 Tháng 6 năm 2025                         |
| Điều ước cuối cùng                            | Đoàn Sĩ Nguyên                                            | Lý Hạo Mạnh Quỳnh, Hoàng Hà, Avin Lu, Tiến Luật, Đinh Y Nhung, Quốc Cường, Kiều Anh... |                                | 4 Tháng 7 năm 2025                          |
| Đợi gì, mơ đi!                                | Lâm Minh Khôi                                             | NSND Thanh Nam, A Tới (VSlifff), Huỳnh Mai Cát Tiên, Trần Kim Hải, Bích Hằng, Phạm Nhật Linh, Nguyễn Sĩ Hậu, Trần Phong... | Hài/Tâm lý                     | 11 tháng 7 năm 2025                         |
| Đàn cá gỗ                                     | Nguyễn Phạm Thành Đạt                                     | Nguyễn Quốc Hùng, Nguyễn Minh Hà, Lãnh Thanh, Sơn X, Mai Xuân Thành, Hà Thu Nguyệt, Minh Khang, Nguyễn Đức Anh, Giàng A Phá, Lê Chí Anh, Minh Đức, Vũ Trung Đức... | Lãng mãn/Chính kịch            | 15 Tháng 7 năm 2025                         |
| Mang mẹ đi bỏ                                 | Mo Hong-jin                                               | Hồng Đào, Tuấn Trần, Jung ll-woo, Juliet Bảo Ngọc, Quốc Khánh, Hải Triều, Lâm Vỹ Dạ, Vinh Râu... | Tâm lý/Chính kịch              | 1 Tháng 8 năm 2025                          |
| Chốt đơn!                                     | Namcito, Bảo Nhân                                         | Hồng Đào, Quyền Linh, Lê Lộc, Hồng Vân, Hoàng Linh... | Hài/Chính kịch                 | 8 Tháng 8 năm 2025                          |
| Mưa đỏ                                        | Đặng Thái Huyền                                           | Thân Thúy Hà, Hứa Vĩ Văn, Trọng Hải, Đỗ Nhật Hoàng, Phương Nam, Lâm Thanh Nhã, Nguyễn Thanh Vân, Đình Khang, Nguyễn Hùng, Steven Nguyễn, Hoàng Long, Hạ Anh... | Lịch sử                        | 22 Tháng 8 năm 2025                         |
| Cô dâu ma                                     | Lee Thongkham                                             | Jun Vũ, Rima Thanh Vy, JJ Krissanapoom, Công Dương... | Kinh dị                        | 29 Tháng 8 năm 2025                         |
| Làm giàu với ma: Cuộc chiến hột xoàn          | Trung Lùn                                                 | Tuấn Trần, Diệp Bảo Ngọc, Ngọc Xuân, Thanh Thức, Võ Tấn Phát, Hứa Minh Đạt, NSƯT Hoài Linh... | Chính kịch                     | 2 Tháng 9 năm 2025                          |
| Khế ước bán dâu                               | Lê Văn Kiệt                                               | Lâm Thanh Mỹ, NSND Trung Anh, Lãnh Thanh, Hữu Vi, Trà My, Tuyết Anh... | Kinh dị                        | 12 tháng 9 năm 2025                         |
| Phá đám: Sinh nhật mẹ                         | Bột Creative Hub                                          | Tín Nguyễn, Hồng Ánh, Trần Kim Hải, Hoàng Phi, Thành Hội, Samuel An, Ái Như... | Chính kịch                     | 12 tháng 9 năm 2025                         |
| Tử chiến trên không                           | Hàm Trần                                                  | Thái Hòa, Kaity Nguyễn, Thanh Sơn, Trần Ngọc Vàng, Xuân Phúc, Võ Điền Gia Huy... | Tâm lý/Hành động               | 19 Tháng 9 năm 2025                         |
| Ba kể con nghe                                | Đỗ Quốc Trung                                             | Kiều Minh Tuấn, Kiều Oanh, Quốc Khánh, Mai Cát Vi, Huỳnh Hạo Khang... | Chính kịch                     | Tháng 9 năm 2025                            |
| Nhà ma xó                                     | Trương Dũng                                               | Thanh Hằng, Vân Trang, Quang Tuấn, Huỳnh Đông, Hoàng Kim Ngọc, Lan Thy, Lâm Thanh Nhã... | Kinh dị                        | 20 Tháng 10 năm 2025                        |
| Cục vàng của ngoại                            | Khương Ngọc                                               | Việt Hương, Hồng Đào, Lê Khánh, Tuấn Khải, NSƯT Hữu Châu, Băng Di... | Chính kịch                     | 17 Tháng 10 năm 2025                        |
| Chị ngã em nâng                               | Vũ Thành Vinh                                             | Lê Khánh, Thuận Nguyễn, Quốc Trường, Uyển Ân, Hoài Linh, Tạ Minh Tâm, Đinh Y Nhung, Thanh Thức, Tạ Lâm, Phương Lan, Quang Sơn... | Tâm lý/Tình cảm                | 31 Tháng 10 năm 2025                        |
| Phòng 4.13                                    | Ngyễn Khắc Huy                                            | Đoàn Thế Vinh, Trần Nghĩa, Huỳnh Phương, Mạc Văn Khoa, NSND Hồng Vân, NSƯT Hữu Trọng, Quốc Cường, Hoàng Mèo, Mai Sơn Lâm, Ngọc Tưởng, Hà Linh... | Tâm lý/Kinh dị                 | 31 Tháng 10 năm 2025                        |
| Tay Anh Giữ Một Vì Sao                        |                                                           | Lee Kwang Soo, Hoàng Hà... |                                |                                             |
| Heo năm móng                                  | Lưu Thành Luân                                            | Võ Tấn Phát... | Kinh dị                        |                                             |
| Ai thương ai mến                              | Thu Trang                                                 | TBA... |                                | 26 Tháng 12 năm 2025                        |
| Thư Tình Gửi Ma Sơ                            | Lê Thiện Viễn                                             | TBA... |                                | 26 Tháng 12 năm 2025                        |
| Hoàng tử quỷ                                  | Trần Hữu Tấn                                              | TBA... | Kinh dị/Lịch sử                |                                             |
| 2026                                          |                                                           | |                                |                                             |
| Thỏ ơi                                        | Trấn Thành                                                | | Tâm lý/Chính kịch              | 17 Tháng 2 năm 2026 (Mùng 1 tết Nguyên đán) |
| Báu vật trời cho                              | Lê Thanh Sơn                                              | Trung Dân, Khương Lê, Phương Anh Đào, Tuấn Trần, Võ Tấn Phát, Ma Ran Đô... | Hài/Chính kịch                 | 17 Tháng 2 năm 2026 (Mùng 1 tết Nguyên đán) |
| Mùi phở                                       | Xuân Hinh                                                 | Xuân Hinh, Trần Bảo Nam, Thanh Hương, Thu Trang... |                                | 17 Tháng 2 năm 2026 (Mùng 1 tết Nguyên đán) |
| Quỷ nhập tràng 2                              |                                                           | TBA... | Kinh dị                        | 6 Tháng 3 năm 2026                          |
| Song Hỷ Lâm Nguy                              |                                                           | Miss Thy, Dustin Nguyễn, Hiếu Hiền, Đinh Y Nhung, Jun Vũ... |                                | 27 Tháng 3 năm 2026                         |
| Giải cứu                                      | Nhất Trung                                                | TBA... |                                | 24 Tháng 4 năm 2026                         |
| Hộ linh tráng sĩ Bí ẩn mộ Vua Đinh            | Nguyễn Phan Quang Bình                                    | Johnny Trí Nguyễn... |                                | 26 Tháng 6 năm 2026                         |
| Trại buôn người                               |                                                           | Quách Ngọc Ngoan, Khả Ngân, Thùy Anh, Quách Ngọc Tuyên, Sĩ Toàn, Long Đẹp Trai, NSƯT Tuyết Thu, Ngọc Tưởng, Á Hậu Minh Kiên... |                                | 26 Tháng 6 năm 2026                         |
| Ma da 2                                       |                                                           | TBA... | Kinh dị                        | 2 tháng 9 năm 2026                          |
| Nhà mình thôi đi                              | Trần Đình Hiền                                            | NSND Hồng Vân, Huỳnh Uyển Ân, NSND Kim Xuân, Hoàng Sơn, |                                | 31 tháng 12 năm 2026                        |
| TBA                                           |                                                           | |                                |                                             |
| Hào quang rực rỡ                              | Nam Cito, Bảo Nhân                                        | Đàm Vĩnh Hưng... | Tài liệu                       |                                             |
| Số đỏ                                         | Phan Gia Nhật Linh                                        | MONO... | Chính kịch                     |                                             |
| Bà chằng                                      | Lê Huy Anh                                                | Minh Hằng... | Kinh dị                        |                                             |
| Đồi thông hai mộ                              | Nhất Trung                                                | TBA | Tình cảm                       |                                             |
| CoDe: Phản ứng                                |                                                           | TBA | Tâm lý                         |                                             |
| Cô Sáu Bạc Liêu 2                             |                                                           | Ngọc Xuân, Nguyễn Lâm Thảo Tâm... |                                |                                             |
| Chrysalis Chiếc kén                           | Jordan Schulz                                             | NSƯT Kiều Trinh, Trương Ngọc Ánh, Tiến Phạm, Uy Nhân, Trần Thanh Tùng, Samuel An, Lan Thy, Phi Phụng, Hiếu Hiền, Trịnh Tú Trung, Hải Anh, Bảo Khương, Lê Anh Huy... |                                |                                             |
| Con đường vô tận                              | Trần Bảo Sơn                                              | Trương Ngọc Ánh, Kiến An, Trần Bảo Sơn... |                                |                                             |
| Em đẹp em có quyền                            | Hoàng Vũ                                                  | TBA... |                                |                                             |
| Nhà Ma Yeong Deok                             | Nguyễn Hữu Hoàng                                          | TBA... |                                |                                             |